# Lista över insjöar i Sverige med namn som slutar på -träsket (Norrbotten)
Lista över insjöar i Sverige med artikel på Wikipedia som slutar på -träsket (Norrbotten):
- Abborrträsket (Edefors socken, Norrbotten), sjö i Bodens kommun och Norrbotten 66°01′38″N 20°29′44″Ö / 66.02721°N 20.49568°Ö
- Abborrträsket (Piteå socken, Norrbotten), sjö i Piteå kommun och Norrbotten 65°30′42″N 19°53′20″Ö / 65.51170°N 19.88894°Ö
- Abborrträsket (Råneå socken, Norrbotten), sjö i Luleå kommun och Norrbotten 66°03′46″N 22°13′15″Ö / 66.06271°N 22.22097°Ö
- Abborrträsket (Töre socken, Norrbotten), sjö i Kalix kommun och Norrbotten 66°01′32″N 22°46′53″Ö / 66.02548°N 22.78142°Ö
- Abborrträsket (Älvsby socken, Norrbotten), sjö i Älvsbyns kommun och Norrbotten 65°42′04″N 20°19′50″Ö / 65.70108°N 20.33061°Ö
- Abborrträsket (Överkalix socken, Norrbotten, 738102-179853), sjö i Överkalix kommun och Norrbotten 66°22′55″N 22°29′24″Ö / 66.38188°N 22.48994°Ö
- Abborrträsket (Överkalix socken, Norrbotten, 739035-179114), sjö i Överkalix kommun och Norrbotten 66°28′23″N 22°20′51″Ö / 66.47298°N 22.34738°Ö
- Alderträsket, sjö i Kalix kommun och Norrbotten 66°07′29″N 22°37′06″Ö / 66.12481°N 22.61823°Ö
- Alträsket, Norrbotten, sjö i Bodens kommun och Norrbotten 65°44′31″N 21°24′38″Ö / 65.74205°N 21.41051°Ö
- Andersträsket (Nederkalix socken, Norrbotten), sjö i Kalix kommun och Norrbotten 65°52′16″N 23°11′33″Ö / 65.87112°N 23.19263°Ö
- Andersträsket (Älvsby socken, Norrbotten), sjö i Älvsbyns kommun och Norrbotten 65°38′50″N 20°27′25″Ö / 65.64712°N 20.45703°Ö
- Andträsket, sjö i Luleå kommun och Norrbotten 65°55′04″N 22°16′13″Ö / 65.91789°N 22.27032°Ö
- Antbergsträsket, sjö i Bodens kommun och Norrbotten 66°06′54″N 21°35′57″Ö / 66.11492°N 21.59926°Ö
- Arvträsket, sjö i Piteå kommun och Norrbotten 65°25′59″N 19°50′16″Ö / 65.43303°N 19.83782°Ö
- Avaträsket, sjö i Älvsbyns kommun och Norrbotten 65°42′47″N 20°46′03″Ö / 65.71309°N 20.76755°Ö
- Backträsket, sjö i Piteå kommun och Norrbotten 65°33′21″N 21°17′15″Ö / 65.55573°N 21.28758°Ö
- Bakuträsket, sjö i Kalix kommun och Norrbotten 65°55′32″N 22°43′27″Ö / 65.92551°N 22.72428°Ö
- Bastaträsket (Nederluleå socken, Norrbotten), sjö i Luleå kommun och Norrbotten 65°29′36″N 22°30′54″Ö / 65.49346°N 22.51507°Ö
- Bastaträsket (Piteå socken, Norrbotten, 727681-170589), sjö i Piteå kommun och Norrbotten 65°32′00″N 20°14′58″Ö / 65.53336°N 20.24944°Ö
- Bastaträsket (Piteå socken, Norrbotten, 728484-171953), sjö i Piteå kommun och Norrbotten 65°34′42″N 20°35′47″Ö / 65.57843°N 20.59631°Ö
- Bastaträsket (Råneå socken, Norrbotten), sjö i Luleå kommun och Norrbotten 65°59′11″N 22°16′13″Ö / 65.98652°N 22.27029°Ö
- Bastaträsket (Töre socken, Norrbotten), sjö i Kalix kommun och Norrbotten 66°01′44″N 22°47′16″Ö / 66.02889°N 22.78768°Ö
- Bastuträsket (Råneå socken, Norrbotten, 735014-179545), sjö i Kalix kommun och Norrbotten 66°06′41″N 22°21′21″Ö / 66.11133°N 22.35593°Ö
- Bastuträsket (Råneå socken, Norrbotten, 735137-177672), sjö i Bodens kommun och Norrbotten 66°08′25″N 21°56′46″Ö / 66.14019°N 21.94601°Ö
- Bergträsket (Nederkalix socken, Norrbotten), sjö i Kalix kommun och Norrbotten 65°54′40″N 23°02′37″Ö / 65.91117°N 23.04357°Ö
- Bergträsket (Råneå socken, Norrbotten), sjö i Bodens kommun och Norrbotten 66°09′12″N 21°57′28″Ö / 66.15341°N 21.95768°Ö
- Bergträsket (Älvsby socken, Norrbotten, 729484-175369), sjö i Älvsbyns kommun och Norrbotten 65°39′37″N 21°19′21″Ö / 65.66035°N 21.32238°Ö
- Bergträsket (Älvsby socken, Norrbotten, 729553-175327), sjö i Älvsbyns kommun och Norrbotten 65°39′40″N 21°18′56″Ö / 65.66113°N 21.31557°Ö
- Bergträsket (Älvsby socken, Norrbotten, 730269-174315), sjö i Älvsbyns kommun och Norrbotten 65°44′06″N 21°06′36″Ö / 65.73491°N 21.11008°Ö
- Bjumisträsket (Nederkalix socken, Norrbotten), sjö i Kalix kommun och Norrbotten 65°52′26″N 23°15′12″Ö / 65.87394°N 23.25339°Ö
- Bjumisträsket (Töre socken, Norrbotten), sjö i Kalix kommun och Norrbotten 65°59′02″N 22°46′10″Ö / 65.98384°N 22.76934°Ö
- Bjurträsket, Norrbotten, sjö i Piteå kommun och Norrbotten 65°27′00″N 21°46′26″Ö / 65.45013°N 21.77375°Ö
- Björkiträsket, sjö i Kalix kommun och Norrbotten 66°06′19″N 22°38′07″Ö / 66.10540°N 22.63522°Ö
- Björkträsket, Norrbotten, sjö i Överkalix kommun och Norrbotten 66°15′29″N 22°15′29″Ö / 66.25794°N 22.25805°Ö
- Björnbergsträsket, sjö i Bodens kommun och Norrbotten 66°04′28″N 20°37′43″Ö / 66.07443°N 20.62860°Ö
- Björnträsket (Hortlax socken, Norrbotten), sjö i Piteå kommun och Norrbotten 65°10′25″N 21°13′52″Ö / 65.17349°N 21.23116°Ö
- Björnträsket (Edefors socken, Norrbotten), sjö i Bodens kommun och Norrbotten 66°11′43″N 21°07′27″Ö / 66.19518°N 21.12408°Ö
- Bodträsket (Edefors socken, Norrbotten), sjö i Bodens kommun och Norrbotten 66°04′43″N 20°51′07″Ö / 66.07860°N 20.85197°Ö
- Bodträsket (Norrfjärdens socken, Norrbotten), sjö i Piteå kommun och Norrbotten 65°32′04″N 21°18′06″Ö / 65.53453°N 21.30155°Ö
- Bodträsket (Råneå socken, Norrbotten), sjö i Bodens kommun och Norrbotten 66°15′50″N 21°53′19″Ö / 66.26381°N 21.88863°Ö
- Bodträsket (Överluleå socken, Norrbotten), sjö i Bodens kommun och Norrbotten 65°50′06″N 21°41′05″Ö / 65.83503°N 21.68463°Ö
- Bodträsket, Kalix kommun, sjö i Kalix kommun och Norrbotten 66°02′32″N 23°18′37″Ö / 66.04226°N 23.31014°Ö
- Bond-Lillträsket, sjö i Överkalix kommun och Norrbotten 66°29′26″N 22°17′21″Ö / 66.49045°N 22.28928°Ö
- Bondträsket, sjö i Kalix kommun och Norrbotten 65°47′15″N 23°23′21″Ö / 65.78751°N 23.38909°Ö
- Bramsträsket, sjö i Piteå kommun och Norrbotten 65°22′01″N 21°26′41″Ö / 65.36687°N 21.44468°Ö
- Braxenträsket, Norrbotten, sjö i Överkalix kommun och Norrbotten 66°22′56″N 22°20′35″Ö / 66.38228°N 22.34293°Ö
- Bredträsket (Edefors socken, Norrbotten, 735132-174249), sjö i Bodens kommun och Norrbotten 66°09′40″N 21°12′32″Ö / 66.16111°N 21.20894°Ö
- Bredträsket (Edefors socken, Norrbotten, 736201-173270), sjö i Bodens kommun och Norrbotten 66°16′42″N 20°59′57″Ö / 66.27829°N 20.99919°Ö
- Bredträsket (Nederluleå socken, Norrbotten), sjö i Luleå kommun och Norrbotten 65°38′12″N 21°29′27″Ö / 65.63668°N 21.49096°Ö
- Bredträsket (Norrfjärdens socken, Norrbotten), sjö i Piteå kommun och Norrbotten 65°37′57″N 21°18′58″Ö / 65.63260°N 21.31603°Ö
- Bredträsket (Piteå socken, Norrbotten), sjö i Piteå kommun och Norrbotten 65°22′29″N 20°15′43″Ö / 65.37483°N 20.26200°Ö
- Bredträsket (Råneå socken, Norrbotten), sjö i Bodens kommun och Norrbotten 66°08′28″N 21°27′58″Ö / 66.14119°N 21.46617°Ö
- Bredträsket (Töre socken, Norrbotten), sjö i Kalix kommun och Norrbotten 66°05′25″N 22°35′52″Ö / 66.09030°N 22.59784°Ö
- Bredträsket (Överkalix socken, Norrbotten), sjö i Överkalix kommun och Norrbotten 66°10′36″N 23°00′35″Ö / 66.17666°N 23.00984°Ö
- Brännaträsket, sjö i Piteå kommun och Norrbotten 65°25′54″N 20°41′03″Ö / 65.43161°N 20.68430°Ö
- Brännträsket (Karl Gustavs socken, Norrbotten), sjö i Haparanda kommun och Norrbotten 65°57′22″N 23°33′00″Ö / 65.95599°N 23.54987°Ö
- Brännträsket (Norrfjärdens socken, Norrbotten, 727831-175508), sjö i Piteå kommun och Norrbotten 65°30′32″N 21°18′59″Ö / 65.50880°N 21.31650°Ö
- Brännträsket (Norrfjärdens socken, Norrbotten, 728095-175926), sjö i Piteå kommun och Norrbotten 65°32′02″N 21°24′02″Ö / 65.53396°N 21.40059°Ö
- Brännträsket (Piteå socken, Norrbotten), sjö i Piteå kommun och Norrbotten 65°35′26″N 20°23′45″Ö / 65.59056°N 20.39585°Ö
- Brännträsket (Älvsby socken, Norrbotten), sjö i Älvsbyns kommun och Norrbotten 65°53′32″N 20°29′23″Ö / 65.89230°N 20.48964°Ö
- Brännästräsket, sjö i Luleå kommun och Norrbotten 65°44′52″N 22°15′19″Ö / 65.74776°N 22.25537°Ö
- Buddbyträsket, sjö i Bodens kommun och Norrbotten 65°51′41″N 21°40′30″Ö / 65.86150°N 21.67510°Ö
- Burträsket, Norrbotten, sjö i Älvsbyns kommun och Norrbotten 65°34′14″N 21°00′03″Ö / 65.57051°N 21.00070°Ö
- Byträsket (Nederkalix socken, Norrbotten, 732334-184279), sjö i Kalix kommun och Norrbotten 65°49′41″N 23°18′59″Ö / 65.82801°N 23.31637°Ö
- Byträsket (Nederkalix socken, Norrbotten, 732995-182519), sjö i Kalix kommun och Norrbotten 65°54′21″N 22°57′22″Ö / 65.90574°N 22.95600°Ö
- Byträsket (Råneå socken, Norrbotten), sjö i Bodens kommun och Norrbotten 65°50′46″N 22°30′23″Ö / 65.84619°N 22.50641°Ö
- Byträsket (Töre socken, Norrbotten, 732195-181322), sjö i Kalix kommun och Norrbotten 65°51′15″N 22°39′17″Ö / 65.85421°N 22.65460°Ö
- Byträsket (Töre socken, Norrbotten, 734081-182052), sjö i Kalix kommun och Norrbotten 66°00′01″N 22°53′23″Ö / 66.00023°N 22.88960°Ö
- Byträsket (Överkalix socken, Norrbotten), sjö i Överkalix kommun och Norrbotten 66°14′42″N 22°51′17″Ö / 66.24494°N 22.85483°Ö
- Bäckträsket, sjö i Piteå kommun och Norrbotten 65°26′48″N 21°05′33″Ö / 65.44673°N 21.09260°Ö
- Bälingsträsket, sjö i Luleå kommun och Norrbotten 65°36′56″N 21°50′59″Ö / 65.61552°N 21.84971°Ö
- Bänkerträsket, sjö i Piteå kommun och Norrbotten 65°32′16″N 20°26′23″Ö / 65.53782°N 20.43967°Ö
- Båtvikträsket, sjö i Piteå kommun och Norrbotten 65°08′11″N 21°22′56″Ö / 65.13627°N 21.38232°Ö
- Bölsträsket, sjö i Kalix kommun och Norrbotten 65°55′57″N 22°38′55″Ö / 65.93251°N 22.64870°Ö
- Degersandsträsket, sjö i Piteå kommun och Norrbotten 65°11′19″N 21°32′21″Ö / 65.18855°N 21.53919°Ö
- Degerträsket (Edefors socken, Norrbotten), sjö i Bodens kommun och Norrbotten 65°57′19″N 21°01′28″Ö / 65.95540°N 21.02446°Ö
- Degerträsket (Överluleå socken, Norrbotten), sjö i Bodens kommun och Norrbotten 65°49′42″N 21°50′14″Ö / 65.82836°N 21.83724°Ö
- Djupträsket (Edefors socken, Norrbotten, 733039-171053), sjö i Bodens kommun och Norrbotten 65°59′53″N 20°27′18″Ö / 65.99798°N 20.45498°Ö
- Djupträsket (Edefors socken, Norrbotten, 733939-172910), sjö i Bodens kommun och Norrbotten 66°03′39″N 20°53′20″Ö / 66.06084°N 20.88895°Ö
- Djupträsket (Töre socken, Norrbotten, 733687-182440), sjö i Kalix kommun och Norrbotten 65°57′49″N 22°57′22″Ö / 65.96370°N 22.95614°Ö
- Djupträsket (Töre socken, Norrbotten, 734705-180004), sjö i Kalix kommun och Norrbotten 66°04′37″N 22°26′50″Ö / 66.07706°N 22.44715°Ö
- Djupträsket (Älvsby socken, Norrbotten), sjö i Älvsbyns kommun och Norrbotten 65°37′50″N 20°40′42″Ö / 65.63066°N 20.67821°Ö
- Djupträsket (Överkalix socken, Norrbotten, 737630-181640), sjö i Överkalix kommun och Norrbotten 66°17′01″N 22°54′43″Ö / 66.28370°N 22.91185°Ö
- Djupträsket (Överkalix socken, Norrbotten, 739381-179425), sjö i Överkalix kommun och Norrbotten 66°30′20″N 22°25′43″Ö / 66.50549°N 22.42863°Ö
- Doristräsket, sjö i Piteå kommun och Norrbotten 65°24′20″N 20°00′27″Ö / 65.40559°N 20.00738°Ö
- Dragaträsket, sjö i Piteå kommun och Norrbotten 65°26′01″N 20°31′43″Ö / 65.43350°N 20.52873°Ö
- Dragträsket, sjö i Bodens kommun och Norrbotten 66°04′04″N 21°12′00″Ö / 66.06788°N 21.19995°Ö
- Dönträsket, sjö i Luleå kommun och Norrbotten 65°38′28″N 21°38′10″Ö / 65.64115°N 21.63620°Ö
- Edträsket, sjö i Överkalix kommun och Norrbotten 66°26′38″N 22°36′52″Ö / 66.44378°N 22.61443°Ö
- Empoträsket, sjö i Kalix kommun och Norrbotten 66°05′43″N 22°47′50″Ö / 66.09514°N 22.79729°Ö
- Ersträsket (Piteå socken, Norrbotten, 726770-172130), sjö i Piteå kommun och Norrbotten 65°25′54″N 20°35′01″Ö / 65.43177°N 20.58370°Ö
- Ersträsket (Piteå socken, Norrbotten, 728277-172172), sjö i Piteå kommun och Norrbotten 65°33′42″N 20°37′04″Ö / 65.56175°N 20.61776°Ö
- Finnträsket (Hortlax socken, Norrbotten, 723803-175962), sjö i Piteå kommun och Norrbotten 65°08′30″N 21°20′03″Ö / 65.14165°N 21.33429°Ö
- Finnträsket (Hortlax socken, Norrbotten, 723836-175865), sjö i Piteå kommun och Norrbotten 65°08′42″N 21°17′53″Ö / 65.14487°N 21.29819°Ö
- Finnträsket (Älvsby socken, Norrbotten), sjö i Piteå kommun och Norrbotten 65°36′24″N 20°28′33″Ö / 65.60655°N 20.47585°Ö
- Fiskelträsket, sjö i Bodens kommun och Norrbotten 66°12′36″N 22°00′49″Ö / 66.20996°N 22.01362°Ö
- Fisklösträsket, sjö i Bodens kommun och Norrbotten 66°01′52″N 21°18′17″Ö / 66.03116°N 21.30473°Ö
- Fiskträsket, Norrbotten, sjö i Kalix kommun och Norrbotten 65°47′28″N 23°01′29″Ö / 65.79098°N 23.02480°Ö
- Fjälaträsket, sjö i Piteå kommun och Norrbotten 65°32′52″N 20°44′51″Ö / 65.54787°N 20.74752°Ö
- Fjålaträsket, sjö i Kalix kommun och Norrbotten 66°06′57″N 22°50′40″Ö / 66.11570°N 22.84456°Ö
- Flakaträsket (Nederkalix socken, Norrbotten), sjö i Kalix kommun och Norrbotten 66°07′42″N 23°02′35″Ö / 66.12821°N 23.04319°Ö
- Flakaträsket (Piteå socken, Norrbotten), sjö i Piteå kommun och Norrbotten 65°29′44″N 20°08′41″Ö / 65.49551°N 20.14475°Ö
- Flakaträsket (Töre socken, Norrbotten), sjö i Kalix kommun och Norrbotten 66°05′02″N 22°38′43″Ö / 66.08377°N 22.64538°Ö
- Flottuträsket, sjö i Piteå kommun och Norrbotten 65°33′56″N 20°14′29″Ö / 65.56559°N 20.24149°Ö
- Flåträsket, sjö i Kalix kommun och Norrbotten 65°53′14″N 23°32′17″Ö / 65.88711°N 23.53801°Ö
- Forsträsket (Edefors socken, Norrbotten), sjö i Bodens kommun och Norrbotten 66°11′26″N 20°57′18″Ö / 66.19056°N 20.95510°Ö
- Forsträsket (Råneå socken, Norrbotten), sjö i Bodens kommun och Norrbotten 66°06′36″N 22°00′59″Ö / 66.10991°N 22.01639°Ö
- Frostträsket, sjö i Älvsbyns kommun och Norrbotten 65°39′03″N 20°51′55″Ö / 65.65071°N 20.86538°Ö
- Fräkenträsket, Norrbotten, sjö i Luleå kommun och Norrbotten 66°05′35″N 22°21′02″Ö / 66.09318°N 22.35057°Ö
- Furuträsket (Nederkalix socken, Norrbotten), sjö i Kalix kommun och Norrbotten 65°55′44″N 23°02′12″Ö / 65.92899°N 23.03671°Ö
- Furuträsket (Töre socken, Norrbotten), sjö i Kalix kommun och Norrbotten 66°06′18″N 22°53′02″Ö / 66.10489°N 22.88379°Ö
- Furuträsket (Överkalix socken, Norrbotten, 740343-181108), sjö i Överkalix kommun och Norrbotten 66°34′30″N 22°49′08″Ö / 66.57503°N 22.81881°Ö
- Furuträsket (Överkalix socken, Norrbotten, 741267-178815), sjö i Överkalix kommun och Norrbotten 66°40′33″N 22°20′01″Ö / 66.67586°N 22.33374°Ö
- Fällträsket (Nederluleå socken, Norrbotten), sjö i Luleå kommun och Norrbotten 65°32′04″N 21°38′22″Ö / 65.53448°N 21.63941°Ö
- Fällträsket (Älvsby socken, Norrbotten), sjö i Älvsbyns kommun och Norrbotten 65°33′43″N 20°58′57″Ö / 65.56196°N 20.98249°Ö
- Fågelträsket, sjö i Piteå kommun och Norrbotten 65°08′48″N 21°23′11″Ö / 65.14673°N 21.38644°Ö
- Gagsträsket, sjö i Luleå kommun och Norrbotten 65°27′35″N 21°48′40″Ö / 65.45971°N 21.81122°Ö
- Galbergsträsket, sjö i Kalix kommun och Norrbotten 66°06′16″N 22°57′06″Ö / 66.10445°N 22.95169°Ö
- Gammelgårdsträsket, sjö i Bodens kommun och Norrbotten 65°47′47″N 21°19′24″Ö / 65.79642°N 21.32329°Ö
- Gammelträsket, sjö i Piteå kommun och Norrbotten 65°35′44″N 20°36′25″Ö / 65.59553°N 20.60707°Ö
- Gammelångesträsket, sjö i Bodens kommun och Norrbotten 65°50′29″N 21°47′34″Ö / 65.84145°N 21.79265°Ö
- Gemträsket, sjö i Bodens kommun och Norrbotten 65°53′04″N 22°00′33″Ö / 65.88431°N 22.00911°Ö
- Goträsket, sjö i Älvsbyns kommun och Norrbotten 65°43′18″N 20°19′10″Ö / 65.72155°N 20.31935°Ö
- Granbergsträsket, Norrbotten, sjö i Överkalix kommun och Norrbotten 66°13′17″N 23°03′47″Ö / 66.22132°N 23.06307°Ö
- Granträsket (Piteå socken, Norrbotten), sjö i Piteå kommun och Norrbotten 65°16′19″N 21°05′01″Ö / 65.27203°N 21.08350°Ö
- Granträsket (Töre socken, Norrbotten), sjö i Kalix kommun och Norrbotten 66°05′12″N 22°54′14″Ö / 66.08657°N 22.90376°Ö
- Granträsket (Älvsby socken, Norrbotten), sjö i Älvsbyns kommun och Norrbotten 65°32′29″N 20°57′04″Ö / 65.54136°N 20.95106°Ö
- Granträsket (Överkalix socken, Norrbotten), sjö i Överkalix kommun och Norrbotten 66°15′09″N 22°19′12″Ö / 66.25255°N 22.32011°Ö
- Gravträsket, sjö i Bodens kommun och Norrbotten 66°24′46″N 21°56′55″Ö / 66.41278°N 21.94853°Ö
- Grundträsket (Edefors socken, Norrbotten), sjö i Bodens kommun och Norrbotten 66°21′03″N 20°55′34″Ö / 66.35086°N 20.92623°Ö
- Grundträsket (Nederkalix socken, Norrbotten), sjö i Kalix kommun och Norrbotten 65°55′08″N 22°58′34″Ö / 65.91895°N 22.97604°Ö
- Grundträsket (Nederluleå socken, Norrbotten), sjö i Luleå kommun och Norrbotten 65°33′10″N 21°35′35″Ö / 65.55282°N 21.59293°Ö
- Grundträsket (Piteå socken, Norrbotten, 726477-173490), sjö i Piteå kommun och Norrbotten 65°23′59″N 20°52′08″Ö / 65.39973°N 20.86885°Ö
- Grundträsket (Piteå socken, Norrbotten, 726958-168004), sjö i Piteå kommun och Norrbotten 65°28′16″N 19°41′44″Ö / 65.47125°N 19.69546°Ö
- Grundträsket (Råneå socken, Norrbotten, 734425-178285), sjö i Luleå kommun och Norrbotten 66°04′43″N 22°04′05″Ö / 66.07856°N 22.06793°Ö
- Grundträsket (Råneå socken, Norrbotten, 736202-176741), sjö i Bodens kommun och Norrbotten 66°15′15″N 21°44′45″Ö / 66.25406°N 21.74583°Ö
- Grundträsket (Älvsby socken, Norrbotten), sjö i Älvsbyns kommun och Norrbotten 65°44′51″N 20°37′11″Ö / 65.74741°N 20.61960°Ö
- Grundträsket (Överkalix socken, Norrbotten), sjö i Överkalix kommun och Norrbotten 66°30′43″N 22°41′22″Ö / 66.51203°N 22.68940°Ö
- Gråträsket, sjö i Piteå kommun och Norrbotten 65°28′22″N 19°50′13″Ö / 65.47285°N 19.83683°Ö
- Gullträsket, sjö i Bodens kommun och Norrbotten 66°11′17″N 21°10′09″Ö / 66.18805°N 21.16909°Ö
- Gungsträsket, sjö i Kalix kommun och Norrbotten 66°04′35″N 22°43′17″Ö / 66.07650°N 22.72133°Ö
- Gunnars-Djupträsket, sjö i Bodens kommun och Norrbotten 66°06′08″N 21°56′29″Ö / 66.10230°N 21.94126°Ö
- Gunnarsbyträsket, sjö i Bodens kommun och Norrbotten 66°04′37″N 21°49′27″Ö / 66.07686°N 21.82423°Ö
- Gäddträsket (Nederkalix socken, Norrbotten), sjö i Kalix kommun och Norrbotten 65°52′32″N 23°25′47″Ö / 65.87542°N 23.42974°Ö
- Gäddträsket (Nederluleå socken, Norrbotten), sjö i Luleå kommun och Norrbotten 65°34′40″N 21°58′27″Ö / 65.57782°N 21.97424°Ö
- Gäddträsket (Nedertorneå socken, Norrbotten), sjö i Haparanda kommun och Norrbotten 65°56′32″N 23°33′50″Ö / 65.94220°N 23.56381°Ö
- Gäddträsket (Piteå socken, Norrbotten, 724871-174690), sjö i Piteå kommun och Norrbotten 65°15′01″N 21°05′44″Ö / 65.25020°N 21.09544°Ö
- Gäddträsket (Piteå socken, Norrbotten, 727489-173925), sjö i Piteå kommun och Norrbotten 65°29′21″N 20°58′42″Ö / 65.48927°N 20.97824°Ö
- Gäddträsket (Töre socken, Norrbotten), sjö i Kalix kommun och Norrbotten 66°07′10″N 22°31′28″Ö / 66.11938°N 22.52450°Ö
- Gäddträsket (Överluleå socken, Norrbotten), sjö i Bodens kommun och Norrbotten 65°48′39″N 21°03′23″Ö / 65.81097°N 21.05628°Ö
- Gärsträsket, sjö i Kalix kommun och Norrbotten 66°04′29″N 22°25′36″Ö / 66.07470°N 22.42656°Ö
- Gässträsket, sjö i Luleå kommun och Norrbotten 65°40′53″N 22°12′57″Ö / 65.68144°N 22.21586°Ö
- Gårdsträsket, sjö i Piteå kommun och Norrbotten 65°25′55″N 20°48′53″Ö / 65.43192°N 20.81482°Ö
- Gåsträsket (Edefors socken, Norrbotten), sjö i Bodens kommun och Norrbotten 66°20′23″N 20°59′24″Ö / 66.33966°N 20.98997°Ö
- Gåsträsket (Råneå socken, Norrbotten), sjö i Bodens kommun och Norrbotten 66°01′40″N 21°33′43″Ö / 66.02777°N 21.56192°Ö
- Görjeträsket, sjö i Älvsbyns kommun och Norrbotten 65°48′22″N 20°20′10″Ö / 65.80606°N 20.33615°Ö
- Hapträsket, sjö i Bodens kommun och Norrbotten 66°01′45″N 21°12′36″Ö / 66.02921°N 21.21010°Ö
- Haralidträsket, sjö i Piteå kommun och Norrbotten 65°26′49″N 20°04′16″Ö / 65.44702°N 20.07105°Ö
- Harrboträsket, sjö i Överkalix kommun och Norrbotten 66°13′17″N 22°25′21″Ö / 66.22135°N 22.42250°Ö
- Harrträsket, Norrbotten, sjö i Piteå kommun och Norrbotten 65°26′54″N 21°30′46″Ö / 65.44834°N 21.51288°Ö
- Hataträsket, sjö i Kalix kommun och Norrbotten 66°03′39″N 22°25′23″Ö / 66.06090°N 22.42295°Ö
- Hattbergsträsket, sjö i Kalix kommun och Norrbotten 66°04′41″N 22°45′39″Ö / 66.07814°N 22.76085°Ö
- Hatträsket (Råneå socken, Norrbotten), sjö i Bodens kommun och Norrbotten 66°12′21″N 21°55′20″Ö / 66.20596°N 21.92214°Ö
- Hatträsket (Överluleå socken, Norrbotten), sjö i Bodens kommun och Norrbotten 65°59′18″N 21°43′22″Ö / 65.98827°N 21.72286°Ö
- Hedträsket, Norrbotten, sjö i Bodens kommun och Norrbotten 66°02′33″N 21°34′27″Ö / 66.04243°N 21.57409°Ö
- Hemträsket (Hortlax socken, Norrbotten, vid Blåsmark), sjö i Piteå kommun och Norrbotten 65°15′35″N 21°16′54″Ö / 65.25971°N 21.28175°Ö
- Hemträsket (Råneå socken, Norrbotten), sjö i Luleå kommun och Norrbotten 65°58′07″N 22°08′59″Ö / 65.96868°N 22.14979°Ö
- Hemträsket (Töre socken, Norrbotten), sjö i Kalix kommun och Norrbotten 66°07′35″N 22°22′48″Ö / 66.12633°N 22.38005°Ö
- Hemträsket (Hortlax socken, Norrbotten, vid Hemmingsmark), sjö i Piteå kommun och Norrbotten 65°12′28″N 21°18′07″Ö / 65.20788°N 21.30186°Ö
- Hertsöträsket, sjö i Luleå kommun och Norrbotten 65°35′15″N 22°17′40″Ö / 65.58758°N 22.29451°Ö
- Hiterstträsket, sjö i Piteå kommun och Norrbotten 65°23′11″N 21°44′11″Ö / 65.38625°N 21.73652°Ö
- Holmträsket (Nederkalix socken, Norrbotten), sjö i Kalix kommun och Norrbotten 65°55′10″N 23°00′41″Ö / 65.91945°N 23.01149°Ö
- Holmträsket (Norrfjärdens socken, Norrbotten), sjö i Piteå kommun och Norrbotten 65°30′16″N 21°20′08″Ö / 65.50451°N 21.33553°Ö
- Holmträsket (Piteå socken, Norrbotten), sjö i Piteå kommun och Norrbotten 65°33′31″N 20°14′07″Ö / 65.55867°N 20.23533°Ö
- Holmträsket (Råneå socken, Norrbotten, 733424-179516), sjö i Bodens kommun och Norrbotten 65°58′14″N 22°18′26″Ö / 65.97054°N 22.30733°Ö
- Holmträsket (Råneå socken, Norrbotten, 736112-178079), sjö i Luleå kommun och Norrbotten 66°13′14″N 22°03′13″Ö / 66.22050°N 22.05369°Ö
- Holsträsket, sjö i Piteå kommun och Norrbotten 65°27′57″N 21°33′06″Ö / 65.46595°N 21.55157°Ö
- Hummelträsket (Råneå socken, Norrbotten, 734426-176592), sjö i Bodens kommun och Norrbotten 66°05′21″N 21°41′33″Ö / 66.08924°N 21.69253°Ö
- Hummelträsket (Råneå socken, Norrbotten, 734947-177013), sjö i Bodens kommun och Norrbotten 66°07′49″N 21°47′22″Ö / 66.13033°N 21.78941°Ö
- Häbbersträsket (Piteå socken, Norrbotten, 725785-170086), sjö i Piteå kommun och Norrbotten 65°21′45″N 20°06′54″Ö / 65.36239°N 20.11500°Ö
- Häbbersträsket (Piteå socken, Norrbotten, 727556-172807), sjö i Piteå kommun och Norrbotten 65°29′40″N 20°43′39″Ö / 65.49458°N 20.72747°Ö
- Häggträsket, sjö i Kalix kommun och Norrbotten 65°54′51″N 23°13′52″Ö / 65.91407°N 23.23112°Ö
- Hällträsket, sjö i Piteå kommun och Norrbotten 65°35′39″N 21°23′48″Ö / 65.59421°N 21.39661°Ö
- Höträsket (Hortlax socken, Norrbotten), sjö i Piteå kommun och Norrbotten 65°16′19″N 21°23′27″Ö / 65.27189°N 21.39083°Ö
- Höträsket (Nederluleå socken, Norrbotten, 728862-179031), sjö i Luleå kommun och Norrbotten 65°33′57″N 22°05′59″Ö / 65.56591°N 22.09969°Ö
- Höträsket (Nederluleå socken, Norrbotten, 731348-177982), sjö i Luleå kommun och Norrbotten 65°48′00″N 21°55′13″Ö / 65.80003°N 21.92030°Ö
- Idbäcksträsket, sjö i Kalix kommun och Norrbotten 66°02′07″N 22°29′59″Ö / 66.03540°N 22.49983°Ö
- Idträsket, Norrbotten, sjö i Kalix kommun och Norrbotten 66°02′27″N 22°53′34″Ö / 66.04075°N 22.89271°Ö
- Illerträsket, sjö i Överkalix kommun och Norrbotten 66°30′29″N 22°33′41″Ö / 66.50817°N 22.56142°Ö
- Innerstträsket, Norrbotten, sjö i Bodens kommun och Norrbotten 65°58′09″N 21°08′17″Ö / 65.96904°N 21.13800°Ö
- Innerträsket (Överkalix socken, Norrbotten, 738200-180578), sjö i Överkalix kommun och Norrbotten 66°23′40″N 22°38′35″Ö / 66.39440°N 22.64299°Ö
- Innerträsket (Överkalix socken, Norrbotten, 740327-177969), sjö i Gällivare kommun och Norrbotten 66°36′07″N 22°07′10″Ö / 66.60188°N 22.11937°Ö
- Inre Arvidsträsket, sjö i Älvsbyns kommun och Norrbotten 65°35′00″N 20°50′22″Ö / 65.58341°N 20.83945°Ö
- Inre Bjursträsket, sjö i Luleå kommun och Norrbotten 65°36′42″N 21°29′27″Ö / 65.61167°N 21.49070°Ö
- Inre Dammiträsket, sjö i Överkalix kommun och Norrbotten 66°35′20″N 22°31′57″Ö / 66.58889°N 22.53250°Ö
- Inre Grundträsket, sjö i Bodens kommun och Norrbotten 66°08′51″N 21°11′43″Ö / 66.14738°N 21.19534°Ö
- Inre Huvträsket, sjö i Piteå kommun och Norrbotten 65°28′54″N 20°11′06″Ö / 65.48159°N 20.18505°Ö
- Inre Kvarnträsket, sjö i Luleå kommun och Norrbotten 65°49′50″N 22°32′32″Ö / 65.83065°N 22.54213°Ö
- Inre Kvavaträsket, sjö i Luleå kommun och Norrbotten 65°47′11″N 21°55′01″Ö / 65.78639°N 21.91683°Ö
- Inre Lill-Lappträsket, sjö i Bodens kommun och Norrbotten 66°12′58″N 21°39′56″Ö / 66.21608°N 21.66554°Ö
- Inre Långträsket, sjö i Piteå kommun och Norrbotten 65°25′51″N 20°12′27″Ö / 65.43070°N 20.20762°Ö
- Inre Mjöträsket, sjö i Kalix kommun och Norrbotten 65°50′43″N 23°34′54″Ö / 65.84537°N 23.58156°Ö
- Inre Mörtträsket, Norrbotten, sjö i Bodens kommun och Norrbotten 66°07′29″N 21°56′14″Ö / 66.12479°N 21.93716°Ö
- Inre Småträsket, sjö i Kalix kommun och Norrbotten 65°49′06″N 22°55′37″Ö / 65.81839°N 22.92700°Ö
- Inre Stenträsket, sjö i Piteå kommun och Norrbotten 65°25′09″N 20°18′48″Ö / 65.41923°N 20.31336°Ö
- Inre Svartträsket, sjö i Piteå kommun och Norrbotten 65°27′47″N 21°41′45″Ö / 65.46299°N 21.69594°Ö
- Inre Träsket, sjö i Kalix kommun och Norrbotten 65°48′02″N 22°41′13″Ö / 65.80058°N 22.68684°Ö
- Inre-Fällträsket, sjö i Luleå kommun och Norrbotten 66°00′31″N 22°06′09″Ö / 66.00863°N 22.10246°Ö
- Inre-Grundträsket, sjö i Piteå kommun och Norrbotten 65°31′16″N 20°51′57″Ö / 65.52104°N 20.86576°Ö
- Inre-Jävreträsket, sjö i Piteå kommun och Norrbotten 65°13′40″N 21°26′12″Ö / 65.22789°N 21.43663°Ö
- Inre-Kamträsket, sjö i Älvsbyns kommun och Norrbotten 65°39′48″N 21°01′54″Ö / 65.66334°N 21.03154°Ö
- Inre-Keupaträsket, sjö i Piteå kommun och Norrbotten 65°24′40″N 20°49′53″Ö / 65.41105°N 20.83133°Ö
- Inre-Rappoträsket, sjö i Bodens kommun och Norrbotten 66°22′23″N 20°55′52″Ö / 66.37317°N 20.93124°Ö
- Inre-Stenträsket, sjö i Piteå kommun och Norrbotten 65°26′36″N 21°45′57″Ö / 65.44341°N 21.76594°Ö
- Inreträsket, Norrbotten, sjö i Bodens kommun och Norrbotten 66°06′52″N 21°33′18″Ö / 66.11433°N 21.55495°Ö
- Isträsket, Norrbotten, sjö i Älvsbyns kommun och Norrbotten 65°50′15″N 20°44′01″Ö / 65.83754°N 20.73367°Ö
- Jakaträsket, sjö i Överkalix kommun och Norrbotten 66°13′45″N 23°06′28″Ö / 66.22913°N 23.10778°Ö
- Joängesträsket, sjö i Bodens kommun och Norrbotten 65°45′55″N 21°50′41″Ö / 65.76514°N 21.84475°Ö
- Junkerträsket, sjö i Bodens kommun och Norrbotten 65°53′25″N 20°53′53″Ö / 65.89033°N 20.89795°Ö
- Junkoträsket, sjö i Bodens kommun och Norrbotten 66°01′42″N 21°37′39″Ö / 66.02827°N 21.62752°Ö
- Kalaträsket, sjö i Piteå kommun och Norrbotten 65°18′31″N 21°03′45″Ö / 65.30874°N 21.06248°Ö
- Kallträsket, sjö i Piteå kommun och Norrbotten 65°34′33″N 20°38′46″Ö / 65.57587°N 20.64600°Ö
- Kalvträsket, Norrbotten, sjö i Kalix kommun och Norrbotten 65°50′56″N 22°49′42″Ö / 65.84884°N 22.82830°Ö
- Kamlungträsket, sjö i Kalix kommun och Norrbotten 66°02′44″N 22°46′53″Ö / 66.04566°N 22.78143°Ö
- Karsträsket, Norrbotten, sjö i Bodens kommun och Norrbotten 65°57′11″N 21°33′26″Ö / 65.95317°N 21.55721°Ö
- Karungiträsket, sjö i Haparanda kommun och Norrbotten 65°57′45″N 24°02′32″Ö / 65.96239°N 24.04214°Ö
- Kataträsket, sjö i Luleå kommun och Norrbotten 66°00′03″N 22°13′21″Ö / 66.00087°N 22.22240°Ö
- Kattisträsket (Hortlax socken, Norrbotten), sjö i Piteå kommun och Norrbotten 65°13′17″N 21°27′27″Ö / 65.22135°N 21.45753°Ö
- Kattisträsket (Råneå socken, Norrbotten), sjö i Bodens kommun och Norrbotten 66°03′58″N 21°42′28″Ö / 66.06598°N 21.70774°Ö
- Kattisträsket (Överkalix socken, Norrbotten, 736523-181677), sjö i Överkalix kommun och Norrbotten 66°13′48″N 22°51′35″Ö / 66.23011°N 22.85983°Ö
- Kattisträsket (Överkalix socken, Norrbotten, 739640-180551), sjö i Överkalix kommun och Norrbotten 66°31′01″N 22°40′52″Ö / 66.51681°N 22.68124°Ö
- Kesaträsket, sjö i Bodens kommun och Norrbotten 66°12′55″N 21°28′23″Ö / 66.21534°N 21.47302°Ö
- Kettisträsket, sjö i Bodens kommun och Norrbotten 66°15′40″N 20°38′35″Ö / 66.26113°N 20.64316°Ö
- Kisträsket, sjö i Älvsbyns kommun och Norrbotten 65°43′07″N 20°52′20″Ö / 65.71863°N 20.87236°Ö
- Klintträsket, Norrbotten, sjö i Bodens kommun och Norrbotten 66°06′23″N 21°30′39″Ö / 66.10652°N 21.51079°Ö
- Klubbträsket, Norrbotten, sjö i Piteå kommun och Norrbotten 65°21′13″N 20°22′48″Ö / 65.35368°N 20.38003°Ö
- Klöverträsket, sjö i Luleå kommun och Norrbotten 65°38′42″N 21°22′40″Ö / 65.64501°N 21.37773°Ö
- Kolerträsket, sjö i Piteå kommun och Norrbotten 65°29′59″N 20°28′33″Ö / 65.49986°N 20.47579°Ö
- Kormträsket, sjö i Överkalix kommun och Norrbotten 66°26′46″N 22°35′18″Ö / 66.44618°N 22.58829°Ö
- Korpisträsket, sjö i Kalix kommun och Norrbotten 65°48′23″N 23°34′18″Ö / 65.80644°N 23.57172°Ö
- Korpträsket, sjö i Piteå kommun och Norrbotten 65°10′54″N 21°17′49″Ö / 65.18161°N 21.29704°Ö
- Krokaträsket, sjö i Piteå kommun och Norrbotten 65°29′10″N 20°48′05″Ö / 65.48604°N 20.80139°Ö
- Krokträsket (Edefors socken, Norrbotten), sjö i Bodens kommun och Norrbotten 66°16′01″N 21°14′50″Ö / 66.26690°N 21.24729°Ö
- Krokträsket (Hortlax socken, Norrbotten), sjö i Piteå kommun och Norrbotten 65°12′38″N 21°26′51″Ö / 65.21066°N 21.44753°Ö
- Krokträsket (Nederkalix socken, Norrbotten, 732137-184602), sjö i Kalix kommun och Norrbotten 65°48′08″N 23°22′42″Ö / 65.80211°N 23.37846°Ö
- Krokträsket (Nederkalix socken, Norrbotten, 733109-182633), sjö i Kalix kommun och Norrbotten 65°54′18″N 22°59′37″Ö / 65.90487°N 22.99370°Ö
- Krokträsket (Nederluleå socken, Norrbotten), sjö i Luleå kommun och Norrbotten 65°40′27″N 22°20′58″Ö / 65.67421°N 22.34947°Ö
- Krokträsket (Piteå socken, Norrbotten, 726329-168410), sjö i Piteå kommun och Norrbotten 65°25′26″N 19°46′41″Ö / 65.42383°N 19.77816°Ö
- Krokträsket (Piteå socken, Norrbotten, 727616-173898), sjö i Piteå kommun och Norrbotten 65°29′51″N 20°58′34″Ö / 65.49761°N 20.97621°Ö
- Krokträsket (Råneå socken, Norrbotten, 734602-176870), sjö i Bodens kommun och Norrbotten 66°05′53″N 21°44′04″Ö / 66.09817°N 21.73432°Ö
- Krokträsket (Råneå socken, Norrbotten, 735120-178645), sjö i Luleå kommun och Norrbotten 66°08′00″N 22°09′15″Ö / 66.13347°N 22.15422°Ö
- Krokträsket (Råneå socken, Norrbotten, 735968-177793), sjö i Bodens kommun och Norrbotten 66°12′56″N 21°59′14″Ö / 66.21544°N 21.98710°Ö
- Krokträsket (Älvsby socken, Norrbotten), sjö i Älvsbyns kommun och Norrbotten 65°42′08″N 21°05′33″Ö / 65.70233°N 21.09248°Ö
- Krokträsket (Överkalix socken, Norrbotten), sjö i Överkalix kommun och Norrbotten 66°21′56″N 22°34′48″Ö / 66.36562°N 22.58011°Ö
- Krokträsket (Överluleå socken, Norrbotten, 732071-177369), sjö i Bodens kommun och Norrbotten 65°52′14″N 21°48′50″Ö / 65.87069°N 21.81378°Ö
- Krokträsket (Överluleå socken, Norrbotten, 732839-175682), sjö i Bodens kommun och Norrbotten 65°55′44″N 21°27′20″Ö / 65.92896°N 21.45568°Ö
- Kusträsket, Norrbotten, sjö i Bodens kommun och Norrbotten 65°53′08″N 21°27′27″Ö / 65.88553°N 21.45753°Ö
- Kvarnträsket (Nederkalix socken, Norrbotten), sjö i Kalix kommun och Norrbotten 65°49′54″N 22°50′56″Ö / 65.83158°N 22.84886°Ö
- Kvarnträsket (Nederluleå socken, Norrbotten, 728714-178709), sjö i Luleå kommun och Norrbotten 65°33′45″N 22°02′00″Ö / 65.56261°N 22.03345°Ö
- Kvarnträsket (Nederluleå socken, Norrbotten, 730226-180082), sjö i Luleå kommun och Norrbotten 65°40′49″N 22°21′28″Ö / 65.68033°N 22.35780°Ö
- Kvarnträsket (Norrfjärdens socken, Norrbotten), sjö i Piteå kommun och Norrbotten 65°25′12″N 21°44′29″Ö / 65.41990°N 21.74134°Ö
- Kvarnträsket (Råneå socken, Norrbotten, 734263-176655), sjö i Bodens kommun och Norrbotten 66°04′14″N 21°41′55″Ö / 66.07065°N 21.69863°Ö
- Kvarnträsket (Råneå socken, Norrbotten, 734450-177403), sjö i Bodens kommun och Norrbotten 66°05′03″N 21°52′22″Ö / 66.08413°N 21.87276°Ö
- Kvarnträsket (Råneå socken, Norrbotten, 735817-175716), sjö i Bodens kommun och Norrbotten 66°13′01″N 21°31′25″Ö / 66.21708°N 21.52356°Ö
- Kvarnträsket (Råneå socken, Norrbotten, 736205-175332), sjö i Bodens kommun och Norrbotten 66°15′17″N 21°26′47″Ö / 66.25482°N 21.44643°Ö
- Kvarnträsket (Töre socken, Norrbotten, 733816-181781), sjö i Kalix kommun och Norrbotten 65°59′16″N 22°49′09″Ö / 65.98788°N 22.81912°Ö
- Kvarnträsket (Töre socken, Norrbotten, 734515-180676), sjö i Kalix kommun och Norrbotten 66°03′24″N 22°35′12″Ö / 66.05673°N 22.58663°Ö
- Kvarnträsket (Överkalix socken, Norrbotten), sjö i Överkalix kommun och Norrbotten 66°33′17″N 22°21′17″Ö / 66.55482°N 22.35474°Ö
- Kvarnträsket (Överluleå socken, Norrbotten, 732585-177693), sjö i Bodens kommun och Norrbotten 65°54′24″N 21°55′31″Ö / 65.90677°N 21.92534°Ö
- Kvarnträsket (Överluleå socken, Norrbotten, 732959-176305), sjö i Bodens kommun och Norrbotten 65°57′14″N 21°35′18″Ö / 65.95388°N 21.58847°Ö
- Kvavisträsket (Nederluleå socken, Norrbotten), sjö i Bodens kommun och Norrbotten 65°44′30″N 21°51′16″Ö / 65.74154°N 21.85432°Ö
- Kvavisträsket (Norrfjärdens socken, Norrbotten), sjö i Piteå kommun och Norrbotten 65°32′28″N 21°32′08″Ö / 65.54124°N 21.53543°Ö
- Källträsket, sjö i Kalix kommun och Norrbotten 65°51′10″N 23°35′07″Ö / 65.85285°N 23.58537°Ö
- Kåtaträsket, Norrbotten, sjö i Luleå kommun och Norrbotten 66°03′47″N 22°19′23″Ö / 66.06309°N 22.32307°Ö
- Köiträsket, sjö i Överkalix kommun och Norrbotten 66°34′33″N 22°10′29″Ö / 66.57595°N 22.17475°Ö
- Költräsket, sjö i Bodens kommun och Norrbotten 66°19′26″N 20°53′52″Ö / 66.32383°N 20.89767°Ö
- Laduträsket, Norrbotten, sjö i Älvsbyns kommun och Norrbotten 65°43′27″N 21°06′06″Ö / 65.72414°N 21.10153°Ö
- Lagnaträsket, sjö i Kalix kommun och Norrbotten 66°01′17″N 22°41′52″Ö / 66.02142°N 22.69768°Ö
- Lakaträsket, sjö i Bodens kommun och Norrbotten 66°15′00″N 21°06′54″Ö / 66.24990°N 21.11512°Ö
- Lappisträsket, sjö i Kalix kommun och Norrbotten 65°50′25″N 23°24′13″Ö / 65.84028°N 23.40363°Ö
- Lappträsket (Edefors socken, Norrbotten), sjö i Bodens kommun och Norrbotten 66°04′01″N 21°18′50″Ö / 66.06682°N 21.31379°Ö
- Lappträsket (Hortlax socken, Norrbotten), sjö i Piteå kommun och Norrbotten 65°11′28″N 21°17′09″Ö / 65.19110°N 21.28595°Ö
- Lappträsket (Karl Gustavs socken, Norrbotten), sjö i Haparanda kommun och Norrbotten 66°00′27″N 23°28′08″Ö / 66.00762°N 23.46877°Ö
- Lappträsket (Nederkalix socken, Norrbotten), sjö i Kalix kommun och Norrbotten 65°48′00″N 22°59′41″Ö / 65.80007°N 22.99462°Ö
- Lappträsket (Töre socken, Norrbotten), sjö i Kalix kommun och Norrbotten 65°43′04″N 22°46′32″Ö / 65.71769°N 22.77566°Ö
- Lappträsket (Överluleå socken, Norrbotten), sjö i Bodens kommun och Norrbotten 65°54′04″N 20°50′10″Ö / 65.90119°N 20.83610°Ö
- Lappurträsket, sjö i Älvsbyns kommun och Norrbotten 65°41′30″N 20°42′15″Ö / 65.69177°N 20.70412°Ö
- Legoträsket, sjö i Bodens kommun och Norrbotten 65°56′35″N 21°43′59″Ö / 65.94314°N 21.73313°Ö
- Lervikträsket, sjö i Kalix kommun och Norrbotten 65°49′53″N 23°20′49″Ö / 65.83137°N 23.34685°Ö
- Lidträsket (Edefors socken, Norrbotten), sjö i Bodens kommun och Norrbotten 66°03′03″N 21°08′29″Ö / 66.05077°N 21.14142°Ö
- Lidträsket (Hortlax socken, Norrbotten), sjö i Piteå kommun och Norrbotten 65°09′14″N 21°29′08″Ö / 65.15379°N 21.48567°Ö
- Lidträsket (Piteå socken, Norrbotten, 725567-175404), sjö i Piteå kommun och Norrbotten 65°18′09″N 21°15′23″Ö / 65.30255°N 21.25648°Ö
- Lidträsket (Piteå socken, Norrbotten, 727361-172981), sjö i Piteå kommun och Norrbotten 65°28′51″N 20°46′26″Ö / 65.48083°N 20.77400°Ö
- Lidträsket (Älvsby socken, Norrbotten), sjö i Älvsbyns kommun och Norrbotten 65°32′47″N 20°53′12″Ö / 65.54632°N 20.88673°Ö
- Lill-Antnästräsket, sjö i Luleå kommun och Norrbotten 65°34′19″N 21°54′53″Ö / 65.57205°N 21.91460°Ö
- Lill-Bodträsket, sjö i Luleå kommun och Norrbotten 65°27′11″N 21°52′46″Ö / 65.45301°N 21.87958°Ö
- Lill-Brännträsket, sjö i Piteå kommun och Norrbotten 65°32′56″N 21°24′25″Ö / 65.54893°N 21.40685°Ö
- Lill-Brännvinsträsket, sjö i Kalix kommun och Norrbotten 66°04′00″N 22°38′40″Ö / 66.06678°N 22.64456°Ö
- Lill-Bröträsket, sjö i Piteå kommun och Norrbotten 65°30′01″N 20°12′03″Ö / 65.50027°N 20.20095°Ö
- Lill-Bölsträsket, sjö i Piteå kommun och Norrbotten 65°10′49″N 21°28′20″Ö / 65.18030°N 21.47231°Ö
- Lill-Ersträsket (Piteå socken, Norrbotten, 726706-172186), sjö i Piteå kommun och Norrbotten 65°25′39″N 20°35′26″Ö / 65.42760°N 20.59049°Ö
- Lill-Ersträsket (Piteå socken, Norrbotten, 728019-172296), sjö i Piteå kommun och Norrbotten 65°32′47″N 20°38′01″Ö / 65.54642°N 20.63358°Ö
- Lill-Finnträsket, sjö i Piteå kommun och Norrbotten 65°35′11″N 20°28′47″Ö / 65.58647°N 20.47984°Ö
- Lill-Galbergsträsket, sjö i Kalix kommun och Norrbotten 66°06′47″N 22°56′26″Ö / 66.11308°N 22.94056°Ö
- Lill-Godträsket, Norrbotten, sjö i Piteå kommun och Norrbotten 65°11′32″N 21°20′00″Ö / 65.19224°N 21.33330°Ö
- Lill-Grundträsket, sjö i Kalix kommun och Norrbotten 65°57′38″N 23°09′22″Ö / 65.96063°N 23.15603°Ö
- Lill-Gäddträsket (Nederkalix socken, Norrbotten), sjö i Kalix kommun och Norrbotten 65°52′08″N 23°26′41″Ö / 65.86898°N 23.44479°Ö
- Lill-Gäddträsket (Piteå socken, Norrbotten), sjö i Piteå kommun och Norrbotten 65°27′10″N 19°58′41″Ö / 65.45285°N 19.97803°Ö
- Lill-Gåsträsket, sjö i Bodens kommun och Norrbotten 66°03′10″N 22°20′50″Ö / 66.05270°N 22.34722°Ö
- Lill-Hammarträsket, sjö i Bodens kommun och Norrbotten 66°16′55″N 21°23′49″Ö / 66.28199°N 21.39689°Ö
- Lill-Jävreträsket, sjö i Piteå kommun och Norrbotten 65°11′43″N 21°25′32″Ö / 65.19538°N 21.42563°Ö
- Lill-Klockarträsket, sjö i Piteå kommun och Norrbotten 65°29′33″N 20°53′49″Ö / 65.49248°N 20.89681°Ö
- Lill-Korsträsket, sjö i Älvsbyns kommun och Norrbotten 65°39′21″N 20°55′00″Ö / 65.65591°N 20.91673°Ö
- Lill-Kvarnträsket, sjö i Kalix kommun och Norrbotten 66°07′00″N 22°49′47″Ö / 66.11656°N 22.82968°Ö
- Lill-Kåtaträsket, sjö i Bodens kommun och Norrbotten 66°03′55″N 22°19′54″Ö / 66.06534°N 22.33163°Ö
- Lill-Lappträsket (Nederkalix socken, Norrbotten), sjö i Kalix kommun och Norrbotten 65°58′50″N 23°02′43″Ö / 65.98061°N 23.04519°Ö
- Lill-Lappträsket (Piteå socken, Norrbotten), sjö i Piteå kommun och Norrbotten 65°28′17″N 19°43′55″Ö / 65.47148°N 19.73202°Ö
- Lill-Ljusträsket, sjö i Piteå kommun och Norrbotten 65°09′22″N 21°20′02″Ö / 65.15615°N 21.33389°Ö
- Lill-Mjöträsket, sjö i Kalix kommun och Norrbotten 66°04′59″N 22°49′20″Ö / 66.08319°N 22.82220°Ö
- Lill-Muggträsket, sjö i Överkalix kommun och Norrbotten 66°19′52″N 22°15′02″Ö / 66.33111°N 22.25068°Ö
- Lill-Mörtträsket, Norrbotten, sjö i Kalix kommun och Norrbotten 65°53′40″N 23°24′37″Ö / 65.89434°N 23.41024°Ö
- Lill-Pelloträsket, sjö i Piteå kommun och Norrbotten 65°31′36″N 20°46′04″Ö / 65.52653°N 20.76775°Ö
- Lill-Rengårdsträsket, sjö i Piteå kommun och Norrbotten 65°23′04″N 20°12′52″Ö / 65.38449°N 20.21451°Ö
- Lill-Renträsket, Norrbotten, sjö i Piteå kommun och Norrbotten 65°29′16″N 20°56′48″Ö / 65.48764°N 20.94674°Ö
- Lill-Saltträsket, sjö i Kalix kommun och Norrbotten 65°53′56″N 23°09′39″Ö / 65.89880°N 23.16093°Ö
- Lill-Stenträsket (Råneå socken, Norrbotten, 734247-179906), sjö i Luleå kommun och Norrbotten 66°02′29″N 22°24′36″Ö / 66.04136°N 22.41010°Ö
- Lill-Stenträsket (Råneå socken, Norrbotten, 735114-178155), sjö i Luleå kommun och Norrbotten 66°08′06″N 22°02′25″Ö / 66.13488°N 22.04030°Ö
- Lill-Tranuträsket, sjö i Piteå kommun och Norrbotten 65°29′04″N 21°30′37″Ö / 65.48434°N 21.51014°Ö
- Lill-Vitträsket, sjö i Kalix kommun och Norrbotten 66°06′21″N 22°49′26″Ö / 66.10574°N 22.82378°Ö
- Lilla Arvidsträsket, sjö i Älvsbyns kommun och Norrbotten 65°35′18″N 20°48′27″Ö / 65.58824°N 20.80757°Ö
- Lilla Djupträsket, sjö i Bodens kommun och Norrbotten 66°05′22″N 21°58′05″Ö / 66.08944°N 21.96810°Ö
- Lilla Hällbergsträsket, sjö i Överkalix kommun och Norrbotten 66°38′02″N 22°21′18″Ö / 66.63380°N 22.35506°Ö
- Lilla Kängelträsket, sjö i Överkalix kommun och Norrbotten 66°36′32″N 22°08′49″Ö / 66.60896°N 22.14701°Ö
- Lilla Mäjärvträsket, sjö i Överkalix kommun och Norrbotten 66°40′08″N 22°16′52″Ö / 66.66886°N 22.28100°Ö
- Lilla Stenträsket, sjö i Överkalix kommun och Norrbotten 66°20′24″N 23°05′36″Ö / 66.33999°N 23.09346°Ö
- Lilla Telmträsket, sjö i Överkalix kommun och Norrbotten 66°41′15″N 22°19′15″Ö / 66.68747°N 22.32091°Ö
- Lillavaträsket, sjö i Bodens kommun och Norrbotten 66°21′21″N 20°58′41″Ö / 66.35597°N 20.97812°Ö
- Lillbergsträsket, sjö i Bodens kommun och Norrbotten 66°02′51″N 20°24′08″Ö / 66.04747°N 20.40211°Ö
- Lillbergträsket, sjö i Älvsbyns kommun och Norrbotten 65°48′03″N 20°28′41″Ö / 65.80089°N 20.47803°Ö
- Lillbodträsket, sjö i Piteå kommun och Norrbotten 65°15′56″N 21°26′04″Ö / 65.26550°N 21.43436°Ö
- Lillköllträsket, sjö i Luleå kommun och Norrbotten 65°57′00″N 22°01′48″Ö / 65.95009°N 22.02996°Ö
- Lillskällträsket, sjö i Piteå kommun och Norrbotten 65°26′29″N 20°14′59″Ö / 65.44133°N 20.24979°Ö
- Lillstuträsket, sjö i Kalix kommun och Norrbotten 66°00′53″N 22°46′17″Ö / 66.01467°N 22.77137°Ö
- Lillträsket (Hortlax socken, Norrbotten), sjö i Piteå kommun och Norrbotten 65°07′14″N 21°29′27″Ö / 65.12066°N 21.49096°Ö
- Lillträsket (Nederkalix socken, Norrbotten, 731829-183259), sjö i Kalix kommun och Norrbotten 65°47′40″N 23°04′55″Ö / 65.79456°N 23.08204°Ö
- Lillträsket (Nederkalix socken, Norrbotten, 733071-185245), sjö i Kalix kommun och Norrbotten 65°52′29″N 23°32′55″Ö / 65.87475°N 23.54860°Ö
- Lillträsket (Nederluleå socken, Norrbotten, 729132-177779), sjö i Luleå kommun och Norrbotten 65°36′01″N 21°50′42″Ö / 65.60041°N 21.84488°Ö
- Lillträsket (Nederluleå socken, Norrbotten, 731005-179753), sjö i Luleå kommun och Norrbotten 65°45′10″N 22°18′15″Ö / 65.75280°N 22.30417°Ö
- Lillträsket (Norrfjärdens socken, Norrbotten), sjö i Piteå kommun och Norrbotten 65°27′08″N 21°38′31″Ö / 65.45213°N 21.64200°Ö
- Lillträsket (Piteå socken, Norrbotten, 725590-170278), sjö i Piteå kommun och Norrbotten 65°20′33″N 20°09′43″Ö / 65.34244°N 20.16185°Ö
- Lillträsket (Piteå socken, Norrbotten, 726822-172077), sjö i Piteå kommun och Norrbotten 65°26′21″N 20°34′03″Ö / 65.43920°N 20.56756°Ö
- Lillträsket (Piteå socken, Norrbotten, 727303-173977), sjö i Piteå kommun och Norrbotten 65°28′14″N 20°58′59″Ö / 65.47048°N 20.98317°Ö
- Lillträsket (Piteå socken, Norrbotten, 727666-172905), sjö i Piteå kommun och Norrbotten 65°30′22″N 20°45′21″Ö / 65.50615°N 20.75586°Ö
- Lillträsket (Råneå socken, Norrbotten, 732280-178782), sjö i Luleå kommun och Norrbotten 65°52′42″N 22°06′46″Ö / 65.87845°N 22.11266°Ö
- Lillträsket (Råneå socken, Norrbotten, 732773-179348), sjö i Luleå kommun och Norrbotten 65°54′58″N 22°15′11″Ö / 65.91618°N 22.25314°Ö
- Lillträsket (Råneå socken, Norrbotten, 733131-178914), sjö i Bodens kommun och Norrbotten 65°57′00″N 22°10′09″Ö / 65.94995°N 22.16919°Ö
- Lillträsket (Råneå socken, Norrbotten, 733532-176339), sjö i Bodens kommun och Norrbotten 66°00′38″N 21°36′28″Ö / 66.01066°N 21.60779°Ö
- Lillträsket (Råneå socken, Norrbotten, 733898-178257), sjö i Luleå kommun och Norrbotten 66°01′42″N 22°02′42″Ö / 66.02844°N 22.04494°Ö
- Lillträsket (Råneå socken, Norrbotten, 734265-179203), sjö i Bodens kommun och Norrbotten 66°02′54″N 22°15′28″Ö / 66.04837°N 22.25790°Ö
- Lillträsket (Råneå socken, Norrbotten, 735070-179183), sjö i Luleå kommun och Norrbotten 66°07′13″N 22°15′55″Ö / 66.12029°N 22.26535°Ö
- Lillträsket (Råneå socken, Norrbotten, 735194-177777), sjö i Bodens kommun och Norrbotten 66°08′38″N 21°57′55″Ö / 66.14402°N 21.96518°Ö
- Lillträsket (Råneå socken, Norrbotten, 735674-177084), sjö i Bodens kommun och Norrbotten 66°11′56″N 21°48′55″Ö / 66.19881°N 21.81524°Ö
- Lillträsket (Råneå socken, Norrbotten, 735855-177598), sjö i Bodens kommun och Norrbotten 66°12′03″N 21°56′25″Ö / 66.20083°N 21.94028°Ö
- Lillträsket (Råneå socken, Norrbotten, 736693-178455), sjö i Bodens kommun och Norrbotten 66°16′18″N 22°08′53″Ö / 66.27159°N 22.14799°Ö
- Lillträsket (Töre socken, Norrbotten, 732150-181290), sjö i Kalix kommun och Norrbotten 65°50′22″N 22°39′48″Ö / 65.83950°N 22.66320°Ö
- Lillträsket (Töre socken, Norrbotten, 734985-180310), sjö i Kalix kommun och Norrbotten 66°06′08″N 22°31′03″Ö / 66.10211°N 22.51748°Ö
- Lillträsket (Älvsby socken, Norrbotten, 728034-173760), sjö i Älvsbyns kommun och Norrbotten 65°32′09″N 20°56′51″Ö / 65.53590°N 20.94759°Ö
- Lillträsket (Älvsby socken, Norrbotten, 728342-173319), sjö i Älvsbyns kommun och Norrbotten 65°33′52″N 20°51′34″Ö / 65.56432°N 20.85942°Ö
- Lillträsket (Älvsby socken, Norrbotten, 729462-172866), sjö i Älvsbyns kommun och Norrbotten 65°40′20″N 20°45′46″Ö / 65.67216°N 20.76275°Ö
- Lillträsket (Älvsby socken, Norrbotten, 729622-174426), sjö i Älvsbyns kommun och Norrbotten 65°40′27″N 21°07′19″Ö / 65.67424°N 21.12184°Ö
- Lillträsket (Överkalix socken, Norrbotten, 735960-182367), sjö i Kalix kommun och Norrbotten 66°09′53″N 22°59′37″Ö / 66.16471°N 22.99350°Ö
- Lillträsket (Överkalix socken, Norrbotten, 737246-178482), sjö i Överkalix kommun och Norrbotten 66°19′17″N 22°09′37″Ö / 66.32152°N 22.16018°Ö
- Lillträsket (Överkalix socken, Norrbotten, 738749-181382), sjö i Överkalix kommun och Norrbotten 66°25′38″N 22°50′29″Ö / 66.42727°N 22.84134°Ö
- Lillträsket (Överkalix socken, Norrbotten, 739353-179867), sjö i Överkalix kommun och Norrbotten 66°29′40″N 22°31′28″Ö / 66.49436°N 22.52449°Ö
- Lillträsket (Överkalix socken, Norrbotten, 740881-178245), sjö i Överkalix kommun och Norrbotten 66°38′55″N 22°11′26″Ö / 66.64870°N 22.19059°Ö
- Lillträsket (Överluleå socken, Norrbotten, 731432-177437), sjö i Bodens kommun och Norrbotten 65°48′33″N 21°48′51″Ö / 65.80910°N 21.81428°Ö
- Lillträsket (Överluleå socken, Norrbotten, 731711-177806), sjö i Bodens kommun och Norrbotten 65°50′02″N 21°53′21″Ö / 65.83377°N 21.88903°Ö
- Ljusträsket, Norrbotten, sjö i Bodens kommun och Norrbotten 65°55′39″N 21°41′40″Ö / 65.92744°N 21.69444°Ö
- Lobbträsket, Norrbotten, sjö i Bodens kommun och Norrbotten 65°42′34″N 21°22′48″Ö / 65.70943°N 21.38005°Ö
- Lomträsket (Råneå socken, Norrbotten), sjö i Bodens kommun och Norrbotten 66°24′38″N 21°50′06″Ö / 66.41066°N 21.83498°Ö
- Lomträsket (Överkalix socken, Norrbotten), sjö i Överkalix kommun och Norrbotten 66°27′22″N 22°56′20″Ö / 66.45618°N 22.93879°Ö
- Lyckoträsket, sjö i Piteå kommun och Norrbotten 65°29′57″N 20°35′20″Ö / 65.49920°N 20.58890°Ö
- Långhedträsket, sjö i Bodens kommun och Norrbotten 66°15′25″N 21°36′11″Ö / 66.25705°N 21.60297°Ö
- Långträsket (Hortlax socken, Norrbotten), sjö i Piteå kommun och Norrbotten 65°10′33″N 21°16′06″Ö / 65.17582°N 21.26845°Ö
- Långträsket (Nederkalix socken, Norrbotten, 733160-183062), sjö i Kalix kommun och Norrbotten 65°54′52″N 23°04′33″Ö / 65.91442°N 23.07583°Ö
- Långträsket (Nederkalix socken, Norrbotten, 733457-182681), sjö i Kalix kommun och Norrbotten 65°56′50″N 22°59′55″Ö / 65.94720°N 22.99857°Ö
- Långträsket (Nederluleå socken, Norrbotten), sjö i Luleå kommun och Norrbotten 65°41′38″N 22°01′39″Ö / 65.69377°N 22.02751°Ö
- Långträsket (Nedertorneå socken, Norrbotten), sjö i Haparanda kommun och Norrbotten 65°56′00″N 23°32′16″Ö / 65.93324°N 23.53765°Ö
- Långträsket (Norrfjärdens socken, Norrbotten, 727934-177084), sjö i Piteå kommun och Norrbotten 65°30′44″N 21°37′58″Ö / 65.51233°N 21.63272°Ö
- Långträsket (Norrfjärdens socken, Norrbotten, 727992-175427), sjö i Piteå kommun och Norrbotten 65°31′29″N 21°18′11″Ö / 65.52459°N 21.30292°Ö
- Långträsket (Piteå socken, Norrbotten, 725686-170215), sjö i Piteå kommun och Norrbotten 65°21′19″N 20°08′48″Ö / 65.35537°N 20.14677°Ö
- Långträsket (Piteå socken, Norrbotten, 727060-173031), sjö i Piteå kommun och Norrbotten 65°27′34″N 20°46′01″Ö / 65.45931°N 20.76688°Ö
- Långträsket (Råneå socken, Norrbotten, 735032-177915), sjö i Bodens kommun och Norrbotten 66°08′00″N 21°58′56″Ö / 66.13325°N 21.98233°Ö
- Långträsket (Råneå socken, Norrbotten, 737220-177731), sjö i Bodens kommun och Norrbotten 66°19′38″N 21°59′42″Ö / 66.32712°N 21.99494°Ö
- Långträsket (Töre socken, Norrbotten, 733479-182387), sjö i Kalix kommun och Norrbotten 65°56′57″N 22°56′14″Ö / 65.94908°N 22.93723°Ö
- Långträsket (Töre socken, Norrbotten, 734904-180852), sjö i Kalix kommun och Norrbotten 66°05′28″N 22°38′02″Ö / 66.09104°N 22.63401°Ö
- Långträsket (Älvsby socken, Norrbotten, 729226-172243), sjö i Älvsbyns kommun och Norrbotten 65°39′19″N 20°38′15″Ö / 65.65515°N 20.63751°Ö
- Långträsket (Älvsby socken, Norrbotten, 729433-170715), sjö i Älvsbyns kommun och Norrbotten 65°41′14″N 20°18′46″Ö / 65.68732°N 20.31272°Ö
- Långträsket (Älvsby socken, Norrbotten, 730466-170599), sjö i Älvsbyns kommun och Norrbotten 65°46′19″N 20°18′12″Ö / 65.77208°N 20.30327°Ö
- Långträsket (Älvsby socken, Norrbotten, 732667-171359), sjö i Älvsbyns kommun och Norrbotten 65°57′50″N 20°30′28″Ö / 65.96401°N 20.50787°Ö
- Långträsket (Överkalix socken, Norrbotten, 739032-179176), sjö i Överkalix kommun och Norrbotten 66°28′05″N 22°22′19″Ö / 66.46816°N 22.37203°Ö
- Långträsket (Överkalix socken, Norrbotten, 739473-179845), sjö i Överkalix kommun och Norrbotten 66°30′15″N 22°31′37″Ö / 66.50416°N 22.52692°Ö
- Maniträsket, sjö i Piteå kommun och Norrbotten 65°28′27″N 20°44′06″Ö / 65.47429°N 20.73489°Ö
- Manjärvträsket, sjö i Piteå kommun och Norrbotten 65°31′22″N 20°14′57″Ö / 65.52277°N 20.24915°Ö
- Mellanträsket (Piteå socken, Norrbotten), sjö i Piteå kommun och Norrbotten 65°31′01″N 20°18′18″Ö / 65.51708°N 20.30493°Ö
- Mellanträsket (Överkalix socken, Norrbotten), sjö i Överkalix kommun och Norrbotten 66°35′19″N 22°08′00″Ö / 66.58871°N 22.13344°Ö
- Mellerstträsket, sjö i Bodens kommun och Norrbotten 65°52′10″N 22°00′55″Ö / 65.86957°N 22.01521°Ö
- Metträsket (Nederkalix socken, Norrbotten), sjö i Kalix kommun och Norrbotten 65°54′30″N 23°08′39″Ö / 65.90827°N 23.14403°Ö
- Metträsket (Piteå socken, Norrbotten), sjö i Piteå kommun och Norrbotten 65°27′30″N 19°48′24″Ö / 65.45820°N 19.80671°Ö
- Metträsket (Råneå socken, Norrbotten), sjö i Luleå kommun och Norrbotten 65°52′11″N 22°33′02″Ö / 65.86966°N 22.55042°Ö
- Metträsket (Älvsby socken, Norrbotten, 728619-172748), sjö i Älvsbyns kommun och Norrbotten 65°36′05″N 20°44′11″Ö / 65.60127°N 20.73639°Ö
- Metträsket (Älvsby socken, Norrbotten, 730089-174158), sjö i Älvsbyns kommun och Norrbotten 65°43′16″N 21°03′56″Ö / 65.72107°N 21.06551°Ö
- Missjöträsket, sjö i Bodens kommun och Norrbotten 66°17′42″N 21°03′40″Ö / 66.29500°N 21.06119°Ö
- Mitti-Jävreträsket, sjö i Piteå kommun och Norrbotten 65°12′57″N 21°25′49″Ö / 65.21581°N 21.43019°Ö
- Mitti-Lillträsket, sjö i Överkalix kommun och Norrbotten 66°39′20″N 22°11′03″Ö / 66.65545°N 22.18416°Ö
- Mittiträsket, Norrbotten, sjö i Piteå kommun och Norrbotten 65°22′57″N 21°45′07″Ö / 65.38241°N 21.75184°Ö
- Mjöträsket (Nederkalix socken, Norrbotten, 732119-183186), sjö i Kalix kommun och Norrbotten 65°49′14″N 23°04′14″Ö / 65.82054°N 23.07051°Ö
- Mjöträsket (Nederkalix socken, Norrbotten, 733667-182778), sjö i Kalix kommun och Norrbotten 65°56′51″N 23°03′54″Ö / 65.94749°N 23.06494°Ö
- Mjöträsket (Norrfjärdens socken, Norrbotten, 727641-177366), sjö i Piteå kommun och Norrbotten 65°28′34″N 21°42′46″Ö / 65.47610°N 21.71276°Ö
- Mjöträsket (Norrfjärdens socken, Norrbotten, 728425-175881), sjö i Piteå kommun och Norrbotten 65°33′37″N 21°24′29″Ö / 65.56014°N 21.40796°Ö
- Mjöträsket (Råneå socken, Norrbotten), sjö i Luleå kommun och Norrbotten 66°02′00″N 22°06′02″Ö / 66.03338°N 22.10062°Ö
- Mjöträsket (Töre socken, Norrbotten, 733510-181552), sjö i Kalix kommun och Norrbotten 65°57′48″N 22°45′00″Ö / 65.96336°N 22.75003°Ö
- Mjöträsket (Töre socken, Norrbotten, 734659-180742), sjö i Kalix kommun och Norrbotten 66°04′26″N 22°35′57″Ö / 66.07384°N 22.59919°Ö
- Mjöträsket (Överkalix socken, Norrbotten, 736090-182177), sjö i Överkalix kommun och Norrbotten 66°10′34″N 22°56′40″Ö / 66.17601°N 22.94433°Ö
- Mjöträsket (Överkalix socken, Norrbotten, 736359-181256), sjö i Överkalix kommun och Norrbotten 66°12′41″N 22°45′49″Ö / 66.21141°N 22.76352°Ö
- Mockträsket, sjö i Bodens kommun och Norrbotten 65°43′22″N 21°37′19″Ö / 65.72278°N 21.62208°Ö
- Molkerträsket, sjö i Älvsbyns kommun och Norrbotten 65°43′55″N 20°32′48″Ö / 65.73190°N 20.54680°Ö
- Morjärvsträsket, sjö i Kalix kommun och Norrbotten 66°06′35″N 22°45′30″Ö / 66.10979°N 22.75844°Ö
- Mossaträsket, sjö i Bodens kommun och Norrbotten 66°06′51″N 22°17′48″Ö / 66.11429°N 22.29670°Ö
- Moåträsket, sjö i Kalix kommun och Norrbotten 66°08′28″N 22°26′33″Ö / 66.14113°N 22.44241°Ö
- Mugglombträsket, sjö i Överkalix kommun och Norrbotten 66°11′55″N 22°17′23″Ö / 66.19853°N 22.28964°Ö
- Muggträsket, sjö i Överkalix kommun och Norrbotten 66°19′35″N 22°13′15″Ö / 66.32641°N 22.22079°Ö
- Mullbergsträsket, sjö i Kalix kommun och Norrbotten 65°59′44″N 23°04′23″Ö / 65.99543°N 23.07310°Ö
- Myrbergsträsket, sjö i Kalix kommun och Norrbotten 66°03′27″N 23°05′53″Ö / 66.05754°N 23.09802°Ö
- Myrträsket, Norrbotten, sjö i Bodens kommun och Norrbotten 66°04′53″N 21°38′13″Ö / 66.08127°N 21.63702°Ö
- Mörtträsket (Edefors socken, Norrbotten, 734318-175046), sjö i Bodens kommun och Norrbotten 66°05′50″N 21°20′44″Ö / 66.09735°N 21.34548°Ö
- Mörtträsket (Edefors socken, Norrbotten, 735347-172275), sjö i Bodens kommun och Norrbotten 66°12′13″N 20°45′03″Ö / 66.20352°N 20.75074°Ö
- Mörtträsket (Edefors socken, Norrbotten, 735618-173957), sjö i Bodens kommun och Norrbotten 66°12′24″N 21°08′42″Ö / 66.20660°N 21.14498°Ö
- Mörtträsket (Edefors socken, Norrbotten, 736840-173063), sjö i Bodens kommun och Norrbotten 66°19′54″N 20°57′20″Ö / 66.33154°N 20.95562°Ö
- Mörtträsket (Nederkalix socken, Norrbotten, 732586-184220), sjö i Kalix kommun och Norrbotten 65°50′42″N 23°18′44″Ö / 65.84489°N 23.31230°Ö
- Mörtträsket (Nederkalix socken, Norrbotten, 733041-184587), sjö i Kalix kommun och Norrbotten 65°52′54″N 23°24′18″Ö / 65.88162°N 23.40491°Ö
- Mörtträsket (Piteå socken, Norrbotten, 725011-172971), sjö i Piteå kommun och Norrbotten 65°16′37″N 20°43′08″Ö / 65.27685°N 20.71876°Ö
- Mörtträsket (Piteå socken, Norrbotten, 725684-174317), sjö i Piteå kommun och Norrbotten 65°19′24″N 21°01′38″Ö / 65.32337°N 21.02732°Ö
- Mörtträsket (Råneå socken, Norrbotten), sjö i Bodens kommun och Norrbotten 66°13′43″N 21°50′42″Ö / 66.22852°N 21.84508°Ö
- Mörtträsket (Töre socken, Norrbotten), sjö i Kalix kommun och Norrbotten 66°04′22″N 22°47′57″Ö / 66.07271°N 22.79909°Ö
- Mörtträsket (Älvsby socken, Norrbotten), sjö i Älvsbyns kommun och Norrbotten 65°44′12″N 21°02′45″Ö / 65.73668°N 21.04596°Ö
- Mörtträsket (Överkalix socken, Norrbotten), sjö i Överkalix kommun och Norrbotten 66°23′53″N 22°30′11″Ö / 66.39798°N 22.50302°Ö
- Nedre Bodträsket, sjö i Piteå kommun och Norrbotten 65°31′35″N 21°09′16″Ö / 65.52649°N 21.15433°Ö
- Nedre Småträsket, sjö i Bodens kommun och Norrbotten 66°00′51″N 21°22′34″Ö / 66.01428°N 21.37624°Ö
- Nedre-Lillträsket, sjö i Piteå kommun och Norrbotten 65°13′10″N 21°19′31″Ö / 65.21935°N 21.32526°Ö
- Nedreträsket, sjö i Piteå kommun och Norrbotten 65°27′21″N 21°39′10″Ö / 65.45585°N 21.65278°Ö
- Njallasträsket, sjö i Bodens kommun och Norrbotten 66°22′12″N 21°54′44″Ö / 66.36992°N 21.91220°Ö
- Norra Kallträsket, sjö i Haparanda kommun och Norrbotten 66°03′20″N 23°21′50″Ö / 66.05550°N 23.36380°Ö
- Norra Renträsket, sjö i Kalix kommun och Norrbotten 65°50′55″N 23°00′00″Ö / 65.84868°N 22.99992°Ö
- Norrträsket, Norrbotten, sjö i Luleå kommun och Norrbotten 65°39′06″N 21°27′02″Ö / 65.65177°N 21.45046°Ö
- Notträsket (Överkalix socken, Norrbotten), sjö i Överkalix kommun och Norrbotten 66°17′20″N 22°39′49″Ö / 66.28878°N 22.66365°Ö
- Notträsket (Överluleå socken, Norrbotten, 730529-177587), sjö i Bodens kommun och Norrbotten 65°44′08″N 21°49′30″Ö / 65.73549°N 21.82511°Ö
- Notträsket (Överluleå socken, Norrbotten, 731729-177590), sjö i Bodens kommun och Norrbotten 65°50′41″N 21°50′21″Ö / 65.84485°N 21.83914°Ö
- Nyträsket, Norrbotten, sjö i Älvsbyns kommun och Norrbotten 65°55′25″N 20°22′50″Ö / 65.92373°N 20.38053°Ö
- Nyängesträsket, sjö i Bodens kommun och Norrbotten 65°46′34″N 21°50′26″Ö / 65.77602°N 21.84052°Ö
- Nästräsket, Norrbotten, sjö i Bodens kommun och Norrbotten 65°59′53″N 21°40′39″Ö / 65.99792°N 21.67759°Ö
- Nörd-Grundträsket, sjö i Älvsbyns kommun och Norrbotten 65°50′11″N 20°10′25″Ö / 65.83632°N 20.17352°Ö
- Nörd-Risträsket, sjö i Piteå kommun och Norrbotten 65°25′52″N 19°54′41″Ö / 65.43105°N 19.91133°Ö
- Nörd-Tallbergsträsket, sjö i Piteå kommun och Norrbotten 65°24′54″N 20°17′08″Ö / 65.41503°N 20.28545°Ö
- Nörd-Tenträsket, sjö i Piteå kommun och Norrbotten 65°38′52″N 21°19′12″Ö / 65.64766°N 21.31989°Ö
- Nörd-Vistträsket, sjö i Älvsbyns kommun och Norrbotten 65°42′21″N 20°36′02″Ö / 65.70577°N 20.60049°Ö
- Oppmyrträsket, sjö i Luleå kommun och Norrbotten 65°58′04″N 22°18′16″Ö / 65.96778°N 22.30441°Ö
- Orrforsträsket, sjö i Överkalix kommun och Norrbotten 66°34′48″N 22°43′58″Ö / 66.58013°N 22.73282°Ö
- Orrträsket (Hortlax socken, Norrbotten, 724154-176782), sjö i Piteå kommun och Norrbotten 65°10′03″N 21°31′26″Ö / 65.16763°N 21.52395°Ö
- Orrträsket (Hortlax socken, Norrbotten, 724350-175494), sjö i Piteå kommun och Norrbotten 65°11′30″N 21°15′31″Ö / 65.19165°N 21.25866°Ö
- Orrträsket (Råneå socken, Norrbotten), sjö i Bodens kommun och Norrbotten 66°14′24″N 22°00′57″Ö / 66.23994°N 22.01589°Ö
- Ostantillträsket, sjö i Bodens kommun och Norrbotten 65°53′07″N 21°57′33″Ö / 65.88516°N 21.95913°Ö
- Oxträsket, Norrbotten, sjö i Kalix kommun och Norrbotten 66°04′49″N 22°46′59″Ö / 66.08020°N 22.78295°Ö
- Pelloträsket, sjö i Piteå kommun och Norrbotten 65°31′41″N 20°47′26″Ö / 65.52794°N 20.79057°Ö
- Per-Larsaträsket, sjö i Luleå kommun och Norrbotten 66°03′13″N 22°14′15″Ö / 66.05355°N 22.23749°Ö
- Pesaträsket, sjö i Överkalix kommun och Norrbotten 66°14′17″N 23°00′48″Ö / 66.23816°N 23.01339°Ö
- Peträsket, sjö i Piteå kommun och Norrbotten 65°25′52″N 21°44′22″Ö / 65.43113°N 21.73957°Ö
- Petträsket, Norrbotten, sjö i Bodens kommun och Norrbotten 66°00′14″N 21°27′58″Ö / 66.00380°N 21.46610°Ö
- Pitholmträsket, sjö i Piteå kommun och Norrbotten 65°30′02″N 20°45′55″Ö / 65.50054°N 20.76519°Ö
- Pålmarksträsket, sjö i Piteå kommun och Norrbotten 65°28′03″N 21°25′59″Ö / 65.46762°N 21.43311°Ö
- Pålsträsket, sjö i Älvsbyns kommun och Norrbotten 65°39′22″N 21°12′32″Ö / 65.65614°N 21.20901°Ö
- Pålträsket, Norrbotten, sjö i Luleå kommun och Norrbotten 65°55′13″N 22°06′14″Ö / 65.92023°N 22.10402°Ö
- Pörtträsket, sjö i Överkalix kommun och Norrbotten 66°18′06″N 22°19′04″Ö / 66.30155°N 22.31784°Ö
- Rackträsket, sjö i Överkalix kommun och Norrbotten 66°33′11″N 22°13′37″Ö / 66.55301°N 22.22696°Ö
- Rappoträsket, sjö i Bodens kommun och Norrbotten 66°20′58″N 20°57′01″Ö / 66.34943°N 20.95034°Ö
- Renoträsket, sjö i Bodens kommun och Norrbotten 66°19′29″N 21°56′34″Ö / 66.32478°N 21.94285°Ö
- Renträsket, Norrbotten, sjö i Kalix kommun och Norrbotten 65°50′57″N 23°21′06″Ö / 65.84917°N 23.35166°Ö
- Riktidockaträsket, sjö i Överkalix kommun och Norrbotten 66°24′41″N 21°59′30″Ö / 66.41144°N 21.99157°Ö
- Riktikvarnträsket, sjö i Bodens kommun och Norrbotten 66°24′17″N 21°58′46″Ö / 66.40472°N 21.97935°Ö
- Ringlaträsket, sjö i Kalix kommun och Norrbotten 65°56′16″N 22°33′16″Ö / 65.93778°N 22.55431°Ö
- Rogerträsket, sjö i Piteå kommun och Norrbotten 65°26′28″N 20°20′57″Ö / 65.44098°N 20.34929°Ö
- Rokträsket, sjö i Piteå kommun och Norrbotten 65°24′36″N 20°37′28″Ö / 65.40988°N 20.62458°Ö
- Rudingsträsket, sjö i Bodens kommun och Norrbotten 66°21′18″N 20°48′56″Ö / 66.35509°N 20.81557°Ö
- Rudträsket (Töre socken, Norrbotten), sjö i Kalix kommun och Norrbotten 65°53′00″N 22°45′07″Ö / 65.88333°N 22.75207°Ö
- Rudträsket (Älvsby socken, Norrbotten), sjö i Älvsbyns kommun och Norrbotten 65°45′45″N 20°39′50″Ö / 65.76237°N 20.66395°Ö
- Rundträsket, sjö i Kalix kommun och Norrbotten 65°52′16″N 23°08′32″Ö / 65.87121°N 23.14219°Ö
- Ryggträsket, sjö i Piteå kommun och Norrbotten 65°23′24″N 20°16′08″Ö / 65.39008°N 20.26891°Ö
- Ryssbält-Lillträsket, sjö i Kalix kommun och Norrbotten 65°47′15″N 23°04′04″Ö / 65.78740°N 23.06771°Ö
- Rågrauträsket, sjö i Kalix kommun och Norrbotten 66°02′15″N 22°50′25″Ö / 66.03748°N 22.84036°Ö
- Rånträsket, sjö i Luleå kommun och Norrbotten 65°51′57″N 22°16′58″Ö / 65.86575°N 22.28289°Ö
- Råträsket, sjö i Kalix kommun och Norrbotten 65°48′09″N 23°02′18″Ö / 65.80241°N 23.03835°Ö
- Rödingsträsket, sjö i Bodens kommun och Norrbotten 65°59′42″N 20°40′15″Ö / 65.99490°N 20.67071°Ö
- Rörträsket (Nederluleå socken, Norrbotten), sjö i Luleå kommun och Norrbotten 65°42′38″N 21°29′47″Ö / 65.71052°N 21.49652°Ö
- Rörträsket (Överluleå socken, Norrbotten), sjö i Bodens kommun och Norrbotten 65°48′01″N 21°52′54″Ö / 65.80032°N 21.88154°Ö
- Rörvikträsket, sjö i Kalix kommun och Norrbotten 65°50′03″N 23°32′53″Ö / 65.83408°N 23.54818°Ö
- Sandträsket (Edefors socken, Norrbotten), sjö i Bodens kommun och Norrbotten 66°08′07″N 21°18′33″Ö / 66.13535°N 21.30916°Ö
- Sandträsket (Nederluleå socken, Norrbotten), sjö i Luleå kommun och Norrbotten 65°41′40″N 21°59′00″Ö / 65.69431°N 21.98329°Ö
- Sandträsket (Överkalix socken, Norrbotten), sjö i Överkalix kommun och Norrbotten 66°16′51″N 22°13′12″Ö / 66.28078°N 22.22008°Ö
- Segårdsträsket, sjö i Piteå kommun och Norrbotten 65°26′41″N 20°47′33″Ö / 65.44471°N 20.79242°Ö
- Sikträsket, Norrbotten, sjö i Älvsbyns kommun och Norrbotten 65°40′58″N 20°16′15″Ö / 65.68271°N 20.27094°Ö
- Sistkost-Träsket, sjö i Överkalix kommun och Norrbotten 66°34′35″N 22°28′51″Ö / 66.57650°N 22.48091°Ö
- Skatamarkträsket, sjö i Bodens kommun och Norrbotten 65°53′06″N 21°54′00″Ö / 65.88510°N 21.89991°Ö
- Slyträsket, sjö i Bodens kommun och Norrbotten 65°49′55″N 21°14′06″Ö / 65.83188°N 21.23501°Ö
- Slättberg-Långträsket, sjö i Bodens kommun och Norrbotten 66°11′49″N 21°59′28″Ö / 66.19690°N 21.99124°Ö
- Smalaträsket, sjö i Luleå kommun och Norrbotten 65°38′12″N 21°47′13″Ö / 65.63655°N 21.78684°Ö
- Smalträsket, sjö i Piteå kommun och Norrbotten 65°23′56″N 20°18′26″Ö / 65.39892°N 20.30728°Ö
- Smedsträsket, sjö i Bodens kommun och Norrbotten 65°51′06″N 22°02′00″Ö / 65.85173°N 22.03331°Ö
- Småsträsket, sjö i Piteå kommun och Norrbotten 65°12′00″N 21°29′55″Ö / 65.20000°N 21.49860°Ö
- Småträsket, Norrbotten, sjö i Älvsbyns kommun och Norrbotten 65°34′35″N 21°00′04″Ö / 65.57644°N 21.00101°Ö
- Snipsträsket, sjö i Bodens kommun och Norrbotten 65°57′54″N 21°56′05″Ö / 65.96492°N 21.93466°Ö
- Snårträsket, sjö i Kalix kommun och Norrbotten 65°54′46″N 22°59′36″Ö / 65.91265°N 22.99324°Ö
- Sockenträsket, sjö i Kalix kommun och Norrbotten 66°05′57″N 23°06′34″Ö / 66.09903°N 23.10931°Ö
- Soikoträsket, sjö i Överkalix kommun och Norrbotten 66°41′34″N 22°47′47″Ö / 66.69285°N 22.79641°Ö
- Stansträsket, sjö i Bodens kommun och Norrbotten 65°57′55″N 20°51′43″Ö / 65.96534°N 20.86198°Ö
- Staträsket (Edefors socken, Norrbotten), sjö i Bodens kommun och Norrbotten 65°57′42″N 20°57′34″Ö / 65.96174°N 20.95939°Ö
- Staträsket (Överluleå socken, Norrbotten, 730637-174896), sjö i Bodens kommun och Norrbotten 65°45′17″N 21°14′55″Ö / 65.75466°N 21.24870°Ö
- Staträsket (Överluleå socken, Norrbotten, 732249-173845), sjö i Bodens kommun och Norrbotten 65°54′11″N 21°02′28″Ö / 65.90295°N 21.04105°Ö
- Stavaträsket, Norrbotten, sjö i Piteå kommun och Norrbotten 65°29′46″N 20°20′33″Ö / 65.49610°N 20.34244°Ö
- Stavsträsket, sjö i Älvsbyns kommun och Norrbotten 65°35′21″N 20°45′28″Ö / 65.58907°N 20.75775°Ö
- Stenträsket (Nederkalix socken, Norrbotten, 733667-183578), sjö i Kalix kommun och Norrbotten 65°57′01″N 23°11′57″Ö / 65.95025°N 23.19923°Ö
- Stenträsket (Nederkalix socken, Norrbotten, 734117-184619), sjö i Kalix kommun och Norrbotten 65°58′56″N 23°26′08″Ö / 65.98230°N 23.43567°Ö
- Stenträsket (Piteå socken, Norrbotten, 725819-170361), sjö i Piteå kommun och Norrbotten 65°21′35″N 20°10′57″Ö / 65.35973°N 20.18237°Ö
- Stenträsket (Piteå socken, Norrbotten, 726486-168571), sjö i Piteå kommun och Norrbotten 65°25′55″N 19°48′16″Ö / 65.43194°N 19.80442°Ö
- Stenträsket (Råneå socken, Norrbotten, 735831-177671), sjö i Bodens kommun och Norrbotten 66°12′18″N 21°57′19″Ö / 66.20509°N 21.95536°Ö
- Stenträsket (Råneå socken, Norrbotten, 736469-177364), sjö i Bodens kommun och Norrbotten 66°15′48″N 21°54′17″Ö / 66.26336°N 21.90483°Ö
- Stenträsket (Älvsby socken, Norrbotten), sjö i Älvsbyns kommun och Norrbotten 65°49′11″N 20°15′53″Ö / 65.81976°N 20.26471°Ö
- Stjikuträsket, sjö i Kalix kommun och Norrbotten 65°48′57″N 22°38′21″Ö / 65.81571°N 22.63905°Ö
- Stor-Antnästräsket, sjö i Luleå kommun och Norrbotten 65°35′09″N 21°56′19″Ö / 65.58585°N 21.93851°Ö
- Stor-Bodträsket, sjö i Luleå kommun och Norrbotten 65°27′40″N 21°52′38″Ö / 65.46112°N 21.87714°Ö
- Stor-Brännvinsträsket, sjö i Kalix kommun och Norrbotten 66°04′33″N 22°38′24″Ö / 66.07591°N 22.63992°Ö
- Stor-Bröträsket, sjö i Piteå kommun och Norrbotten 65°30′29″N 20°13′28″Ö / 65.50803°N 20.22456°Ö
- Stor-Bölsträsket, sjö i Piteå kommun och Norrbotten 65°11′09″N 21°27′47″Ö / 65.18596°N 21.46303°Ö
- Stor-Grundträsket, sjö i Överkalix kommun och Norrbotten 66°20′19″N 22°55′15″Ö / 66.33856°N 22.92070°Ö
- Stor-Gäddträsket, sjö i Piteå kommun och Norrbotten 65°29′16″N 19°57′05″Ö / 65.48772°N 19.95138°Ö
- Stor-Gåsträsket, sjö i Luleå kommun och Norrbotten 66°02′47″N 22°21′10″Ö / 66.04652°N 22.35272°Ö
- Stor-Hammarträsket, sjö i Bodens kommun och Norrbotten 66°16′16″N 21°25′31″Ö / 66.27098°N 21.42526°Ö
- Stor-Klockarträsket, sjö i Piteå kommun och Norrbotten 65°30′15″N 20°52′10″Ö / 65.50428°N 20.86944°Ö
- Stor-Korsträsket, sjö i Älvsbyns kommun och Norrbotten 65°40′11″N 20°49′22″Ö / 65.66983°N 20.82290°Ö
- Stor-Kvarnträsket, sjö i Kalix kommun och Norrbotten 66°07′32″N 22°49′39″Ö / 66.12567°N 22.82754°Ö
- Stor-Lappträsket (Piteå socken, Norrbotten), sjö i Piteå kommun och Norrbotten 65°28′42″N 19°42′06″Ö / 65.47837°N 19.70171°Ö
- Stor-Lappträsket (Råneå socken, Norrbotten), sjö i Bodens kommun och Norrbotten 66°11′50″N 21°45′54″Ö / 66.19734°N 21.76498°Ö
- Stor-Lappträsket (Töre socken, Norrbotten), sjö i Kalix kommun och Norrbotten 65°58′52″N 22°58′11″Ö / 65.98100°N 22.96985°Ö
- Stor-Ljusträsket, sjö i Piteå kommun och Norrbotten 65°09′31″N 21°21′05″Ö / 65.15856°N 21.35129°Ö
- Stor-Långträsket, Norrbotten, sjö i Piteå kommun och Norrbotten 65°23′24″N 20°16′42″Ö / 65.38989°N 20.27836°Ö
- Stor-Mjöträsket, sjö i Kalix kommun och Norrbotten 66°04′31″N 22°49′09″Ö / 66.07540°N 22.81915°Ö
- Stor-Rengårdsträsket, sjö i Piteå kommun och Norrbotten 65°23′31″N 20°11′22″Ö / 65.39205°N 20.18949°Ö
- Stor-Renträsket, Norrbotten, sjö i Piteå kommun och Norrbotten 65°29′52″N 20°56′44″Ö / 65.49776°N 20.94548°Ö
- Stor-Saltträsket, sjö i Kalix kommun och Norrbotten 65°53′36″N 23°10′35″Ö / 65.89337°N 23.17635°Ö
- Stor-Stenträsket (Råneå socken, Norrbotten, 734265-179850), sjö i Luleå kommun och Norrbotten 66°02′42″N 22°23′54″Ö / 66.04503°N 22.39820°Ö
- Stor-Stenträsket (Råneå socken, Norrbotten, 735223-178235), sjö i Luleå kommun och Norrbotten 66°08′27″N 22°03′30″Ö / 66.14072°N 22.05820°Ö
- Stor-Tallbergsträsket, sjö i Piteå kommun och Norrbotten 65°24′19″N 20°12′35″Ö / 65.40539°N 20.20983°Ö
- Stor-Vitträsket, sjö i Kalix kommun och Norrbotten 66°06′25″N 22°49′57″Ö / 66.10705°N 22.83260°Ö
- Stora Hällbergsträsket, sjö i Överkalix kommun och Norrbotten 66°38′37″N 22°20′10″Ö / 66.64360°N 22.33610°Ö
- Stora Kängelträsket, sjö i Överkalix kommun och Norrbotten 66°37′01″N 22°09′24″Ö / 66.61694°N 22.15676°Ö
- Stora Lerträsket, sjö i Bodens kommun och Norrbotten 66°19′43″N 21°01′00″Ö / 66.32860°N 21.01677°Ö
- Stora Mäjärvträsket, sjö i Överkalix kommun och Norrbotten 66°40′23″N 22°17′34″Ö / 66.67305°N 22.29278°Ö
- Stora Stenträsket, sjö i Överkalix kommun och Norrbotten 66°19′42″N 23°04′40″Ö / 66.32829°N 23.07772°Ö
- Stora Telmträsket, sjö i Överkalix kommun och Norrbotten 66°42′22″N 22°18′35″Ö / 66.70622°N 22.30972°Ö
- Storbergträsket, sjö i Älvsbyns kommun och Norrbotten 65°48′30″N 20°26′12″Ö / 65.80826°N 20.43665°Ö
- Storlidträsket, sjö i Älvsbyns kommun och Norrbotten 65°38′55″N 20°29′21″Ö / 65.64856°N 20.48908°Ö
- Stormyrträsket, sjö i Älvsbyns kommun och Norrbotten 65°31′31″N 20°56′13″Ö / 65.52520°N 20.93702°Ö
- Storskällträsket, sjö i Piteå kommun och Norrbotten 65°26′39″N 20°14′06″Ö / 65.44419°N 20.23494°Ö
- Storsträsket, sjö i Piteå kommun och Norrbotten 65°29′18″N 21°04′30″Ö / 65.48835°N 21.07505°Ö
- Storsträsket, sjö i Piteå kommun och Norrbotten 65°36′19″N 21°20′12″Ö / 65.6054°N 21.3366°Ö
- Storträsket (Moån), sjö i Kalix kommun och Norrbotten 66°04′38″N 23°13′59″Ö / 66.07722°N 23.23297°Ö
- Storträsket (Nederkalix socken, Norrbotten), sjö i Kalix kommun och Norrbotten 65°52′51″N 23°34′19″Ö / 65.88087°N 23.57207°Ö
- Storträsket (Nederluleå socken, Norrbotten, 728138-181154), sjö i Luleå kommun och Norrbotten 65°29′13″N 22°32′22″Ö / 65.48688°N 22.53940°Ö
- Storträsket (Nederluleå socken, Norrbotten, 731028-179781), sjö i Luleå kommun och Norrbotten 65°45′17″N 22°18′39″Ö / 65.75459°N 22.31076°Ö
- Storträsket (Norrfjärdens socken, Norrbotten), sjö i Piteå kommun och Norrbotten 65°36′19″N 21°20′12″Ö / 65.60540°N 21.33658°Ö
- Storträsket (Piteå socken, Norrbotten), sjö i Piteå kommun och Norrbotten 65°17′56″N 21°33′52″Ö / 65.29890°N 21.56431°Ö
- Storträsket (Pålängeån), sjö i Kalix kommun och Norrbotten 65°51′24″N 22°50′59″Ö / 65.85668°N 22.84982°Ö
- Storträsket (Råneå socken, Norrbotten, 733403-179582), sjö i Luleå kommun och Norrbotten 65°58′06″N 22°19′07″Ö / 65.96826°N 22.31867°Ö
- Storträsket (Råneå socken, Norrbotten, 734100-176780), sjö i Bodens kommun och Norrbotten 66°03′29″N 21°43′22″Ö / 66.05811°N 21.72275°Ö
- Storträsket (Råneå socken, Norrbotten, 736186-177352), sjö i Bodens kommun och Norrbotten 66°14′31″N 21°54′17″Ö / 66.24185°N 21.90475°Ö
- Strömsundsträsket, sjö i Luleå kommun och Norrbotten 65°53′02″N 22°21′49″Ö / 65.88401°N 22.36370°Ö
- Styrkträsket, sjö i Piteå kommun och Norrbotten 65°25′27″N 21°44′30″Ö / 65.42421°N 21.74167°Ö
- Svanaträsket (Piteå socken, Norrbotten), sjö i Piteå kommun och Norrbotten 65°25′34″N 20°27′36″Ö / 65.42610°N 20.46004°Ö
- Svanaträsket (Töre socken, Norrbotten), sjö i Kalix kommun och Norrbotten 66°06′35″N 22°22′49″Ö / 66.10966°N 22.38016°Ö
- Svanisträsket, sjö i Bodens kommun och Norrbotten 66°06′10″N 21°12′34″Ö / 66.10281°N 21.20938°Ö
- Svartbyträsket, sjö i Bodens kommun och Norrbotten 65°48′51″N 21°44′01″Ö / 65.81424°N 21.73363°Ö
- Svartträsket (Överkalix socken, Norrbotten, 737084-182810), sjö i Överkalix kommun och Norrbotten 66°15′46″N 23°06′56″Ö / 66.26267°N 23.11552°Ö
- Svartträsket (Överkalix socken, Norrbotten, 740269-178865), sjö i Överkalix kommun och Norrbotten 66°35′08″N 22°19′36″Ö / 66.58563°N 22.32667°Ö
- Sävjeträsket, sjö i Piteå kommun och Norrbotten 65°27′53″N 21°44′05″Ö / 65.46472°N 21.73465°Ö
- Såg-Djupträsket, sjö i Luleå kommun och Norrbotten 66°02′56″N 22°00′44″Ö / 66.04894°N 22.01232°Ö
- Södra Kallträsket, sjö i Haparanda kommun och Norrbotten 66°02′47″N 23°22′42″Ö / 66.04650°N 23.37820°Ö
- Södra Lillträsket, sjö i Överkalix kommun och Norrbotten 66°28′48″N 22°17′34″Ö / 66.47994°N 22.29285°Ö
- Sönnerstträsket, sjö i Älvsbyns kommun och Norrbotten 65°37′59″N 20°28′39″Ö / 65.63310°N 20.47758°Ö
- Sör-Grundträsket, sjö i Älvsbyns kommun och Norrbotten 65°49′52″N 20°08′33″Ö / 65.83109°N 20.14238°Ö
- Sör-Risträsket, sjö i Piteå kommun och Norrbotten 65°23′52″N 19°55′19″Ö / 65.39788°N 19.92208°Ö
- Sör-Tenträsket, sjö i Piteå kommun och Norrbotten 65°38′08″N 21°20′46″Ö / 65.63555°N 21.34607°Ö
- Sör-Vistträsket, sjö i Älvsbyns kommun och Norrbotten 65°41′06″N 20°35′09″Ö / 65.68492°N 20.58594°Ö
- Sörträsket, Norrbotten, sjö i Bodens kommun och Norrbotten 65°51′36″N 22°09′23″Ö / 65.86007°N 22.15652°Ö
- Söråskogträsket, sjö i Kalix kommun och Norrbotten 65°50′36″N 22°38′05″Ö / 65.84338°N 22.63477°Ö
- Tallträsket, Norrbotten, sjö i Bodens kommun och Norrbotten 66°17′36″N 22°05′49″Ö / 66.29339°N 22.09690°Ö
- Tekakotträsket, sjö i Bodens kommun och Norrbotten 66°08′07″N 20°33′03″Ö / 66.13527°N 20.55075°Ö
- Tjalmisträsket, sjö i Piteå kommun och Norrbotten 65°23′10″N 19°55′41″Ö / 65.38613°N 19.92799°Ö
- Tjärasträsket, sjö i Överkalix kommun och Norrbotten 66°14′27″N 23°07′50″Ö / 66.24095°N 23.13044°Ö
- Tjäruträsket (Edefors socken, Norrbotten), sjö i Bodens kommun och Norrbotten 66°21′54″N 21°03′50″Ö / 66.36488°N 21.06376°Ö
- Tjäruträsket (Töre socken, Norrbotten), sjö i Kalix kommun och Norrbotten 66°09′19″N 22°28′11″Ö / 66.15518°N 22.46970°Ö
- Tomträsket, sjö i Bodens kommun och Norrbotten 66°20′59″N 20°58′20″Ö / 66.34979°N 20.97214°Ö
- Torrkölträsket, sjö i Bodens kommun och Norrbotten 66°00′13″N 21°47′04″Ö / 66.00352°N 21.78433°Ö
- Tranuträsket, sjö i Piteå kommun och Norrbotten 65°28′47″N 21°29′01″Ö / 65.47976°N 21.48359°Ö
- Trollbergsträsket, sjö i Kalix kommun och Norrbotten 66°05′12″N 22°48′34″Ö / 66.08657°N 22.80936°Ö
- Trollträsket (Nederluleå socken, Norrbotten), sjö i Luleå kommun och Norrbotten 65°46′53″N 21°56′38″Ö / 65.78134°N 21.94391°Ö
- Trollträsket (Töre socken, Norrbotten), sjö i Kalix kommun och Norrbotten 66°06′13″N 22°56′07″Ö / 66.10368°N 22.93524°Ö
- Trupträsket, sjö i Piteå kommun och Norrbotten 65°11′40″N 21°13′35″Ö / 65.19444°N 21.22647°Ö
- Tryckträsket, sjö i Överkalix kommun och Norrbotten 66°37′56″N 22°39′03″Ö / 66.63223°N 22.65076°Ö
- Tryträsket (Piteå socken, Norrbotten), sjö i Piteå kommun och Norrbotten 65°18′27″N 21°07′19″Ö / 65.30755°N 21.12202°Ö
- Tryträsket (Töre socken, Norrbotten), sjö i Kalix kommun och Norrbotten 65°54′38″N 22°42′56″Ö / 65.91058°N 22.71560°Ö
- Träsket, Norrbotten, sjö i Luleå kommun och Norrbotten 65°31′00″N 22°15′31″Ö / 65.51680°N 22.25861°Ö
- Turpasträsket, sjö i Överkalix kommun och Norrbotten 66°42′42″N 22°30′55″Ö / 66.71153°N 22.51529°Ö
- Tällträsket, Norrbotten, sjö i Piteå kommun och Norrbotten 65°30′43″N 20°43′30″Ö / 65.51183°N 20.72488°Ö
- Uddträsket, Norrbotten, sjö i Älvsbyns kommun och Norrbotten 65°44′07″N 20°38′03″Ö / 65.73518°N 20.63414°Ö
- Vaimisträsket, sjö i Överkalix kommun och Norrbotten 66°17′48″N 22°43′31″Ö / 66.29668°N 22.72515°Ö
- Valvträsket (Hortlax socken, Norrbotten), sjö i Piteå kommun och Norrbotten 65°10′59″N 21°15′35″Ö / 65.18298°N 21.25965°Ö
- Valvträsket (Råneå socken, Norrbotten), sjö i Bodens kommun och Norrbotten 66°09′04″N 21°38′58″Ö / 66.15100°N 21.64933°Ö
- Valvträsket (Överkalix socken, Norrbotten), sjö i Överkalix kommun och Norrbotten 66°12′53″N 23°07′00″Ö / 66.21482°N 23.11658°Ö
- Vassträsket, sjö i Bodens kommun och Norrbotten 66°03′06″N 21°44′06″Ö / 66.05161°N 21.73496°Ö
- Vitbergsträsket, Norrbotten, sjö i Bodens kommun och Norrbotten 66°01′27″N 20°26′12″Ö / 66.02423°N 20.43680°Ö
- Vittjärvsträsket, sjö i Bodens kommun och Norrbotten 65°51′42″N 21°35′50″Ö / 65.86167°N 21.59733°Ö
- Vitträsket (Råneå socken, Norrbotten, 734150-177077), sjö i Bodens kommun och Norrbotten 66°03′35″N 21°46′12″Ö / 66.05980°N 21.76989°Ö
- Vitträsket (Råneå socken, Norrbotten, 734776-176208), sjö i Bodens kommun och Norrbotten 66°07′20″N 21°36′31″Ö / 66.12231°N 21.60850°Ö
- Vitträsket (Töre socken, Norrbotten), sjö i Kalix kommun och Norrbotten 65°49′42″N 22°38′02″Ö / 65.82829°N 22.63383°Ö
- Vitträsket (Överkalix socken, Norrbotten), sjö i Överkalix kommun och Norrbotten 66°12′31″N 23°08′40″Ö / 66.20854°N 23.14445°Ö
- Vitträsket (Överluleå socken, Norrbotten), sjö i Bodens kommun och Norrbotten 65°51′29″N 21°05′18″Ö / 65.85798°N 21.08831°Ö
- Vändträsket, sjö i Bodens kommun och Norrbotten 65°45′20″N 21°28′53″Ö / 65.75553°N 21.48129°Ö
- Västerträsket (Töre socken, Norrbotten, 734231-181543), sjö i Kalix kommun och Norrbotten 66°01′30″N 22°45′59″Ö / 66.02498°N 22.76644°Ö
- Västerträsket (Töre socken, Norrbotten, 735334-180583), sjö i Kalix kommun och Norrbotten 66°07′47″N 22°34′57″Ö / 66.12971°N 22.58263°Ö
- Västiträsket (Råneå socken, Norrbotten, 733885-178059), sjö i Luleå kommun och Norrbotten 66°01′33″N 22°00′22″Ö / 66.02570°N 22.00598°Ö
- Västiträsket (Råneå socken, Norrbotten, 735248-177550), sjö i Bodens kommun och Norrbotten 66°08′48″N 21°55′39″Ö / 66.14678°N 21.92760°Ö
- Västmarksträsket, sjö i Bodens kommun och Norrbotten 65°40′58″N 21°34′40″Ö / 65.68271°N 21.57770°Ö
- Västra Långträsket, sjö i Älvsbyns kommun och Norrbotten 65°36′34″N 20°45′38″Ö / 65.60957°N 20.76058°Ö
- Västra Muskusträsket, sjö i Älvsbyns kommun och Norrbotten 65°42′57″N 20°40′22″Ö / 65.71588°N 20.67289°Ö
- Västra Skogsträsket, sjö i Kalix kommun och Norrbotten 65°46′54″N 23°03′48″Ö / 65.78175°N 23.06326°Ö
- Västra Sockträsket, sjö i Överkalix kommun och Norrbotten 66°33′32″N 22°22′21″Ö / 66.55894°N 22.37257°Ö
- Västra Störhusträsket, sjö i Älvsbyns kommun och Norrbotten 65°51′27″N 20°21′28″Ö / 65.85746°N 20.35773°Ö
- Västreträsket, Norrbotten, sjö i Bodens kommun och Norrbotten 66°17′44″N 22°04′57″Ö / 66.29551°N 22.08244°Ö
- Ytterst-Stenträsket, sjö i Piteå kommun och Norrbotten 65°25′56″N 21°46′43″Ö / 65.43212°N 21.77850°Ö
- Ytterstträsket (Edefors socken, Norrbotten), sjö i Bodens kommun och Norrbotten 65°58′39″N 21°07′51″Ö / 65.97748°N 21.13071°Ö
- Ytterstträsket (Norrfjärdens socken, Norrbotten), sjö i Piteå kommun och Norrbotten 65°22′31″N 21°45′54″Ö / 65.37531°N 21.76511°Ö
- Ytterträsket (Råneå socken, Norrbotten), sjö i Bodens kommun och Norrbotten 66°01′47″N 22°06′51″Ö / 66.02967°N 22.11410°Ö
- Ytterträsket (Töre socken, Norrbotten, 734431-181251), sjö i Kalix kommun och Norrbotten 66°02′33″N 22°42′15″Ö / 66.04239°N 22.70427°Ö
- Ytterträsket (Töre socken, Norrbotten, 735076-179706), sjö i Kalix kommun och Norrbotten 66°07′18″N 22°23′23″Ö / 66.12169°N 22.38973°Ö
- Yttre Arvidsträsket, sjö i Älvsbyns kommun och Norrbotten 65°34′35″N 20°53′22″Ö / 65.57644°N 20.88936°Ö
- Yttre Bjursträsket, sjö i Luleå kommun och Norrbotten 65°35′10″N 21°31′21″Ö / 65.58600°N 21.52247°Ö
- Yttre Dammiträsket, sjö i Överkalix kommun och Norrbotten 66°34′47″N 22°32′16″Ö / 66.57965°N 22.53769°Ö
- Yttre Grundträsket (Edefors socken, Norrbotten), sjö i Bodens kommun, 66°08′27″N 21°13′27″Ö / 66.1408°N 21.2242°Ö (27 ha)
- Yttre Grundträsket (Piteå socken, Norrbotten), sjö i Piteå kommun, 65°30′46″N 20°53′35″Ö / 65.5129°N 20.893°Ö (22,7 ha)
- Yttre Huvträsket, sjö i Piteå kommun och Norrbotten 65°28′22″N 20°11′56″Ö / 65.47283°N 20.19893°Ö
- Yttre Kvarnträsket, sjö i Luleå kommun och Norrbotten 65°49′26″N 22°33′25″Ö / 65.82378°N 22.55703°Ö
- Yttre Kvavaträsket, sjö i Luleå kommun och Norrbotten 65°47′03″N 21°55′45″Ö / 65.78409°N 21.92922°Ö
- Yttre Lill-Lappträsket, sjö i Bodens kommun och Norrbotten 66°12′03″N 21°41′39″Ö / 66.20086°N 21.69430°Ö
- Yttre Mjöträsket, sjö i Kalix kommun och Norrbotten 65°50′19″N 23°34′31″Ö / 65.83857°N 23.57530°Ö
- Yttre Mörtträsket, Norrbotten, sjö i Bodens kommun och Norrbotten 66°07′18″N 21°56′38″Ö / 66.12173°N 21.94397°Ö
- Yttre Småträsket, Norrbotten, sjö i Kalix kommun och Norrbotten 65°48′57″N 22°55′39″Ö / 65.81575°N 22.92759°Ö
- Yttre Stenträsket, sjö i Piteå kommun och Norrbotten 65°24′45″N 20°20′02″Ö / 65.41242°N 20.33376°Ö
- Yttre Svartträsket, sjö i Piteå kommun och Norrbotten 65°27′19″N 21°42′07″Ö / 65.45529°N 21.70199°Ö
- Yttre-Fällträsket, sjö i Luleå kommun och Norrbotten 65°59′00″N 22°11′58″Ö / 65.98328°N 22.19940°Ö
- Yttre-Jävreträsket, sjö i Piteå kommun och Norrbotten 65°12′19″N 21°25′30″Ö / 65.20539°N 21.42498°Ö
- Yttre-Stenträsket, sjö i Piteå kommun och Norrbotten 65°26′25″N 21°46′15″Ö / 65.44025°N 21.77084°Ö
- Yttregrundträsket, sjö i Piteå kommun och Norrbotten 65°30′47″N 20°53′35″Ö / 65.51293°N 20.89300°Ö
- Yttreträsket (Norrfjärdens socken, Norrbotten), sjö i Piteå kommun och Norrbotten 65°26′43″N 21°43′31″Ö / 65.44537°N 21.72528°Ö
- Yttreträsket (Råneå socken, Norrbotten), sjö i Bodens kommun och Norrbotten 66°16′55″N 22°05′51″Ö / 66.28202°N 22.09763°Ö
- Ängesträsket (Edefors socken, Norrbotten), sjö i Bodens kommun och Norrbotten 66°21′58″N 20°57′10″Ö / 66.36625°N 20.95290°Ö
- Ängesträsket (Råneå socken, Norrbotten), sjö i Luleå kommun och Norrbotten 66°01′05″N 22°10′05″Ö / 66.01808°N 22.16809°Ö
- Ängesträsket (Överluleå socken, Norrbotten), sjö i Bodens kommun och Norrbotten 65°48′00″N 21°49′48″Ö / 65.79993°N 21.82990°Ö
- Åkerholmsträsket, sjö i Bodens kommun och Norrbotten 65°52′47″N 20°58′41″Ö / 65.87973°N 20.97805°Ö
- Årkutsträsket, sjö i Överkalix kommun och Norrbotten 66°44′31″N 22°11′23″Ö / 66.74186°N 22.18974°Ö
- Åträsket (Piteå socken, Norrbotten, 725774-174347), sjö i Piteå kommun och Norrbotten 65°19′40″N 21°02′11″Ö / 65.32791°N 21.03640°Ö
- Åträsket (Piteå socken, Norrbotten, 726873-173718), sjö i Piteå kommun och Norrbotten 65°26′27″N 20°55′04″Ö / 65.44078°N 20.91786°Ö
- Åträsket (Råneå socken, Norrbotten), sjö i Bodens kommun och Norrbotten

66°06′17″N 21°33′56″Ö / 66.10484°N 21.56567°Ö
- Åträsket (Älvsby socken, Norrbotten), sjö i Älvsbyns kommun och Norrbotten 65°47′47″N 20°18′42″Ö / 65.79645°N 20.31169°Ö
- Åträsket (Överluleå socken, Norrbotten), sjö i Bodens kommun och Norrbotten 65°55′56″N 21°39′47″Ö / 65.93224°N 21.66314°Ö
- Önusträsket, Norrbotten, sjö i Piteå kommun och Norrbotten 65°19′54″N 20°41′12″Ö / 65.33156°N 20.68660°Ö
- Östra Långträsket, sjö i Älvsbyns kommun och Norrbotten 65°35′37″N 20°52′38″Ö / 65.59357°N 20.87728°Ö
- Östra Muskusträsket, sjö i Älvsbyns kommun och Norrbotten 65°42′15″N 20°40′10″Ö / 65.70412°N 20.66936°Ö
- Östra Skogsträsket, sjö i Kalix kommun och Norrbotten 65°47′00″N 23°04′59″Ö / 65.78325°N 23.08300°Ö
- Östra Sockträsket, sjö i Överkalix kommun och Norrbotten 66°34′03″N 22°24′30″Ö / 66.56743°N 22.40831°Ö
- Östra Störhusträsket, sjö i Älvsbyns kommun och Norrbotten 65°51′09″N 20°21′58″Ö / 65.85262°N 20.36609°Ö
- Överstbyträsket, sjö i Bodens kommun och Norrbotten 66°06′29″N 21°47′52″Ö / 66.10804°N 21.79790°Ö
- Övre Bodträsket, sjö i Piteå kommun och Norrbotten 65°31′47″N 21°10′13″Ö / 65.52971°N 21.17017°Ö
- Övre Nakteträsket, sjö i Älvsbyns kommun och Norrbotten 65°38′17″N 20°11′48″Ö / 65.63806°N 20.19666°Ö
- Övre Småträsket, sjö i Bodens kommun och Norrbotten 66°01′16″N 21°20′21″Ö / 66.02102°N 21.33924°Ö
- Övre Åträsket, sjö i Bodens kommun och Norrbotten 66°09′10″N 21°29′15″Ö / 66.15264°N 21.48741°Ö
- Övre-Lillträsket, sjö i Piteå kommun och Norrbotten 65°12′59″N 21°20′43″Ö / 65.21627°N 21.34540°Ö
- Övreträsket, sjö i Piteå kommun och Norrbotten 65°28′10″N 21°38′11″Ö / 65.46944°N 21.63634°Ö